# پادشاهی هندوسکایی
هندوسکایی‌ها (همچنین هندوسکاها نامیده می‌شوند) گروهی از مردم کوچ‌نشین ایرانی تبار سکایی بودند که از آسیای میانه به سمت جنوب به مناطق امروزی افغانستان، شرق ایران و شمال غربی شبه‌قاره هند: امروزی پاکستان و شمال هند مهاجرت کردند. این مهاجرت‌ها از اواسط قرن دوم پیش از میلاد تا قرن چهارم پس از میلاد ادامه داشت.
اولین پادشاه سکاها در هند، مائوئس/موگا (قرن اول پیش از میلاد) بود که قدرت سکاها را در گندهارا، دره سند و مناطق دیگر تأسیس کرد. هندوسکایی‌ها بر شمال غربی شبه‌قاره تسلط یافتند و هندویونانی‌ها و سایر اقوام محلی را فتح کردند. ظاهراً آنها توسط کوجولا کادفیسس یا کانیشکا از امپراتوری کوشان مطیع شدند. سکاها به حکومت خود به عنوان ساتراپی ادامه دادند، و ساتراپ‌های شمالی و ساتراپ‌های غربی را تشکیل دادند. قدرت حاکمان سکا در طول قرن دوم پس از میلاد پس از شکست هندوسکایی‌ها توسط امپراتور ساتواهانا، گوتامیپوترا ساتاکارنی رو به زوال گذاشت. حکومت هندوسکایی‌ها در شمال غربی شبه‌قاره با شکست آخرین ساتراپ غربی، رودراسیمها سوم، توسط امپراتور گوپتا، چاندراگوپتا دوم در سال ۳۹۵ پس از میلاد پایان یافت.
هجوم قبایل سکایی از آسیای میانه به شمال شبه‌قاره هند، که اغلب به عنوان هجوم هندوسکایی‌ها از آن یاد می‌شود، نقش مهمی در تاریخ شبه‌قاره و مناطق مجاور ایفا کرد. جنگ هندوسکایی‌ها ناشی از فرار کوچ‌نشینان آسیای میانه از درگیری با قبایلی مانند شیونگ‌نو در قرن دوم پس از میلاد بود که تأثیرات ماندگاری بر باختر، کابل و شبه‌قاره هند و روم و پارت در غرب داشت. مورخان رومی باستان، از جمله آریان و کلودیوس بطلمیوس، ذکر کرده‌اند که سکاهای باستانی ("ساکایی") مردم کوچ‌نشین بودند. اولین حاکمان پادشاهی هندوسکایی مائوئس (حدود ۸۵–۶۰ پیش از میلاد) و ونون (حدود ۷۵–۶۵ پیش از میلاد) بودند.

## ریشه‌ها

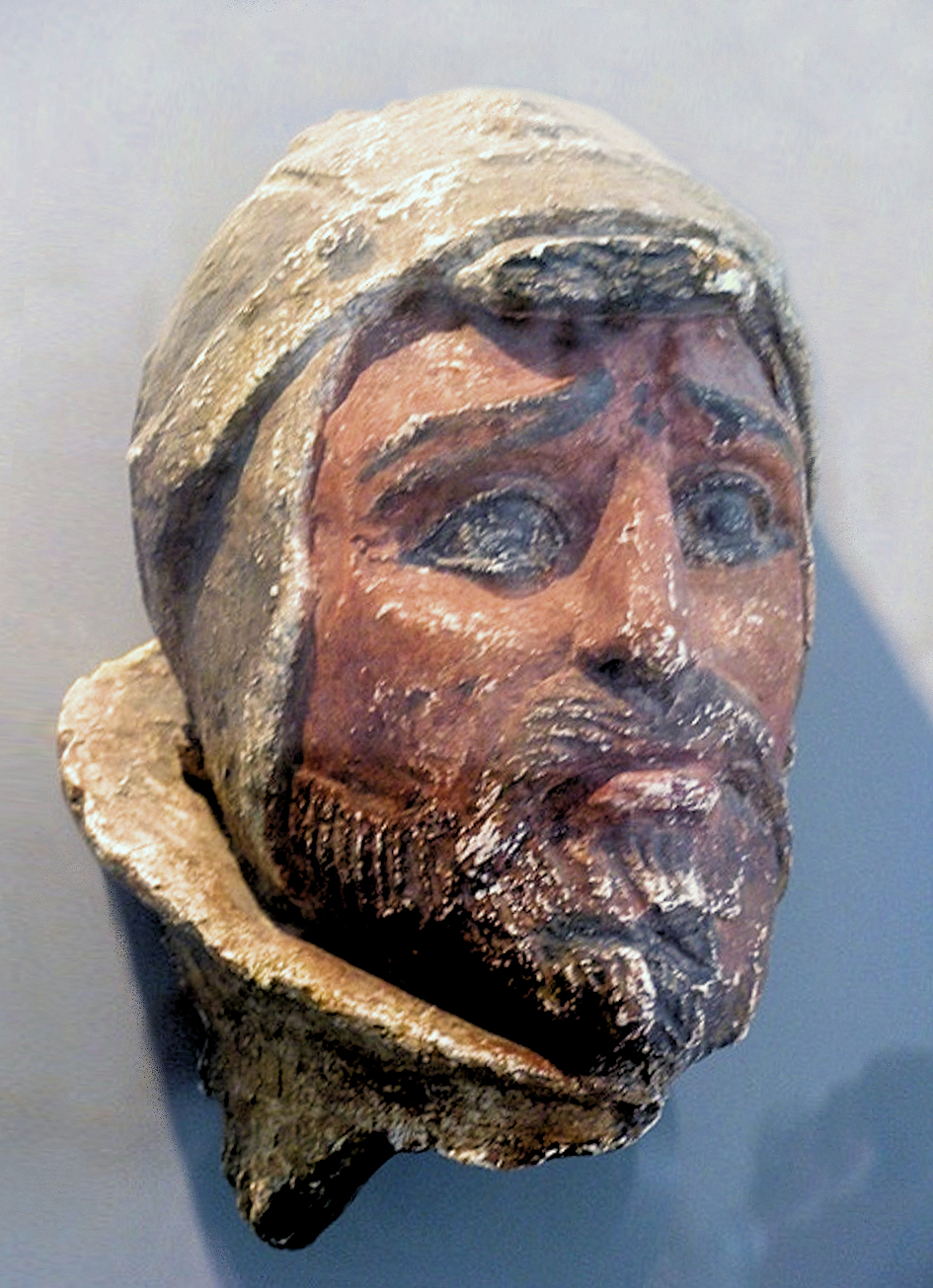
سر تراشیده یک جنگجوی سکایی، دشمن یوئه‌چی، از خلچایان در شمال باختر (افغانستان)، قرن اول پیش از میلاد.

تصور می‌شود که نیاکان هندوسکایی‌ها قبایل سکاها (سکایی) بوده‌اند.
یکی از گروه‌های سخنگوی هندواروپایی که در مراحل اولیه در سین‌کیانگ ظاهر می‌شود، سکاها (چینی: Sai) هستند. سکا بیشتر یک اصطلاح عمومی است تا نام یک دولت یا گروه قومی خاص؛ قبایل سکا بخشی از یک پیوستار فرهنگی از کوچ‌نشینان اولیه در سراسر سیبری و سرزمین‌های استپی اوراسیای مرکزی از سین‌کیانگ تا دریای سیاه بودند. مانند سکاها که هرودوت در کتاب چهارم «تاریخ» خود توصیف می‌کند («سکا» یک واژه ایرانی معادل یونانی «سیتهس» است و بسیاری از محققان آنها را با هم سکایی-سکایی می‌نامند)، سکاها کوچ‌نشینان اسب‌سوار ایرانی‌زبانی بودند که در جنگ از ارابه‌ها استفاده می‌کردند، اسب‌ها را قربانی می‌کردند و مردگان خود را در گورپشته‌ها یا مقبره‌های تپه‌ای به نام کورگان دفن می‌کردند.

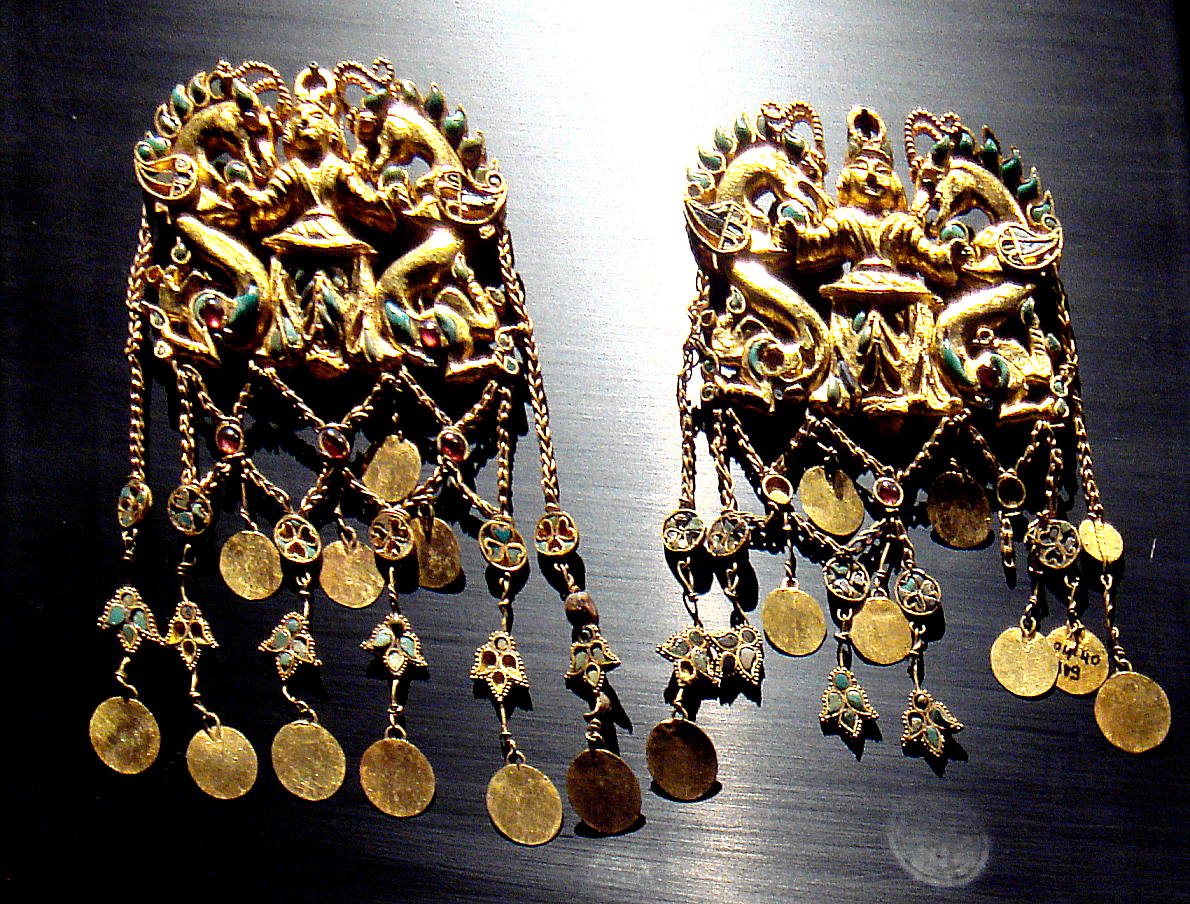

سکاهای غرب هند به زبان سکایی (همچنین به عنوان ختنی شناخته می‌شود) سخن می‌گفتند که اولین بار در حوضه تاریم مستند شده‌است.

### دوره هخامنشی (قرن ششم تا چهارم پیش از میلاد)
در جریان فتح دره سند توسط هخامنشیان ح. ۵۱۵ پیش از میلاد، ارتش هخامنشی پارسی نبود و احتمالاً سکاها در حمله به شمال غربی هند شرکت داشتند. ارتش هخامنشی از تعدادی از گروه‌های قومی تشکیل شده بود که بخشی از شاهنشاهی هخامنشی بودند. این ارتش شامل باختریان، سکاها، پارت‌ها و سغدیان بود. هرودوت اقوام ارتش هخامنشی را فهرست کرده‌است که شامل یونانیان (یونانی‌ها) و حبشی‌ها می‌شد. این گروه‌ها احتمالاً در ارتش هخامنشی که به هند حمله کرد، حضور داشتند.
برخی از محققان (از جمله مایکل ویتزل) و کریستوفر آی. بکویث پیشنهاد کرده‌اند که شاکیه‌ها—خاندان گوتاما بودا—در اصل سکایی‌هایی از آسیای میانه بودند و واژه قومی هندی «Śākya» ریشه یکسانی با «سکایی» دارد. این امر حمایت قوی سکاها از بودیسم در هند را توضیح می‌دهد.
احتمالاً پارسی‌ها، سکاها و یونانی‌ها در لشکرکشی‌های بعدی چاندراگوپتا مائوریا برای به دست آوردن تاج و تخت مگدها ح. ۳۲۰ پیش از میلاد شرکت داشتند. مودراراکشاسا می‌گوید که پس از مرگ اسکندر مقدونی، چاندراگوپتا مائوریا از اتحاد سکاها-یونانیان-کامبوجا-پارسیان-باهلیکا در لشکرکشی خود برای تصاحب تاج و تخت در مگدها و تأسیس امپراتوری مائوریا استفاده کرد. سکاها همان سکایی‌ها بودند؛ یاواناها همان یونانیان و پاراسیکاها همان پارسیان بودند.

### گسترش یوئه‌چی (قرن دوم پیش از میلاد)
در طول قرن دوم پیش از میلاد، یک جنبش کوچ‌نشین در میان قبایل آسیای میانه آغاز شد. این جنبش که در سالنامه‌های دودمان هان و دیگر اسناد چینی ثبت شده‌است، پس از شکست قبیله یوئه‌چی از شیونگ‌نو و فرار آنها به غرب آغاز شد؛ این امر یک اثر دومینو ایجاد کرد و دیگر قبایل آسیای میانه را در مسیر خود جابجا کرد.

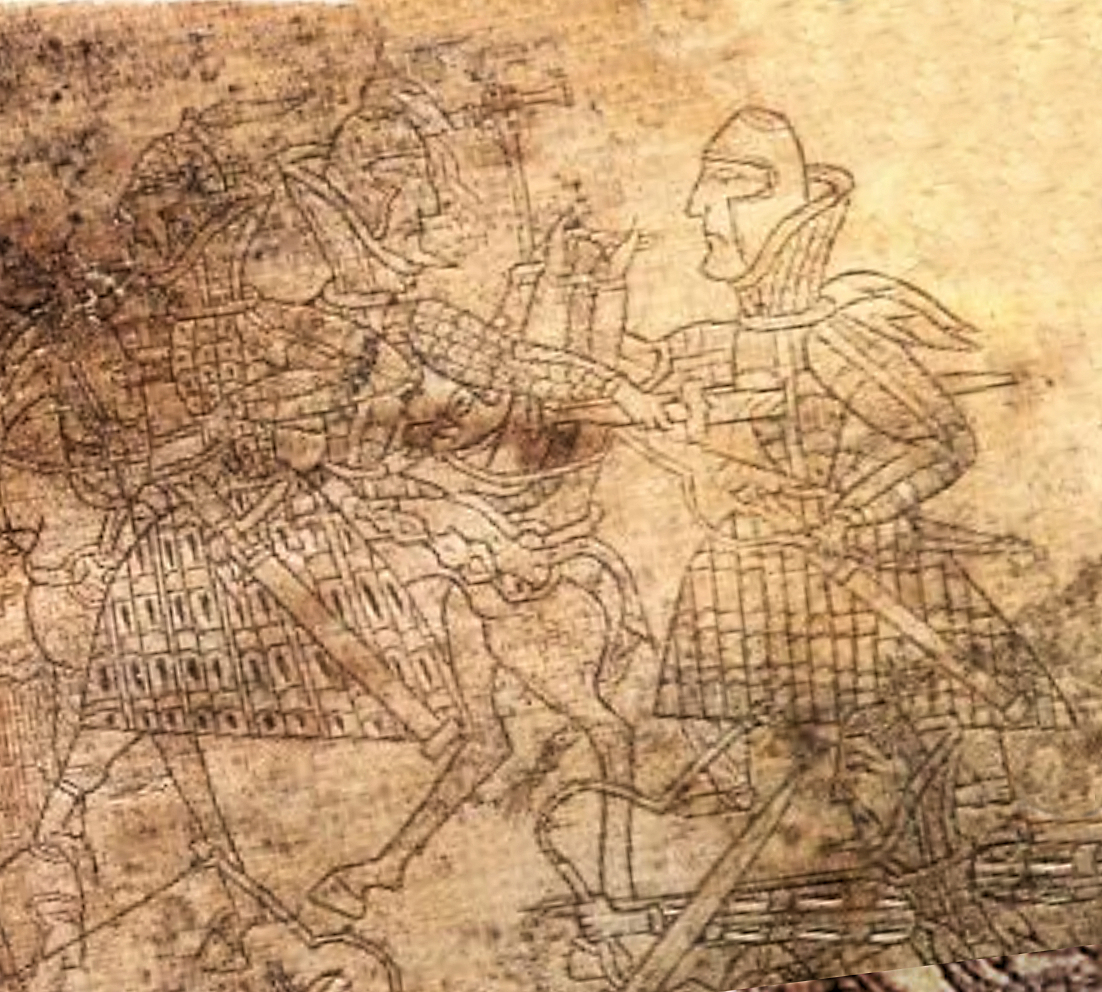
جزئیات یکی از لوح‌های اورلات، ظاهراً نمایانگر سربازان سکایی

بر اساس این منابع باستانی، مودو شانیو از قبیله شیونگ‌نو در مغولستان به یوئه‌چی (احتمالاً مرتبط با تخاری‌ها که در شرق حوضه تاریم زندگی می‌کردند) حمله کرد و آنها را از سرزمین خود بین چیلیان شان و دون‌هوانگ ح. ۱۷۵ پیش از میلاد بیرون راند. بیشتر جمعیت، با به جا گذاشتن عده‌ای، به غرب به منطقه رود ایلی نقل مکان کردند. آنها سکاها را که به سمت جنوب به فرغانه و سغد مهاجرت کردند، جابجا کردند. طبق رویدادنامه‌های تاریخی چینی (که سکاها را «سای» 塞 می‌نامند): «[یوئه‌چی] به پادشاه سای حمله کردند، که مسافت قابل توجهی به سمت جنوب رفت و یوئه‌چی سپس سرزمین‌های او را اشغال کردند.»
مدتی پس از ۱۵۵ پیش از میلاد، یوئه‌چی بار دیگر توسط اتحاد ووسون و شیونگ‌نو شکست خوردند. آنها مجبور شدند دوباره به سمت جنوب حرکت کنند و دوباره سکاها را جابجا کردند (که به سمت جنوب به باختر و افغانستان امروزی و جنوب غربی به سمت پارت مهاجرت کردند). قبیله‌ای که توسط محققان یونان باستان به عنوان ساکاراوکا (احتمالاً از فارسی باستان سکاراوکا، به معنای «سکای کوچ‌نشین») و یک قوم متحد، ماسaget‌ها، شناخته می‌شد، بین سال‌های ۱۳۸ و ۱۲۴ پیش از میلاد در پارت با امپراتوری اشکانی درگیر شدند. اتحاد ساکاراوکا-ماسaget‌ها چندین نبرد را برد و پادشاهان اشکانی فرهاد دوم و اردوان یکم را کشت. قبایل یوئه‌چی پس از شکست خود به سمت شرق به باختر مهاجرت کردند و از آنجا شمال هند را فتح کردند تا امپراتوری کوشان را تأسیس کنند.

## استقرار در سیستان

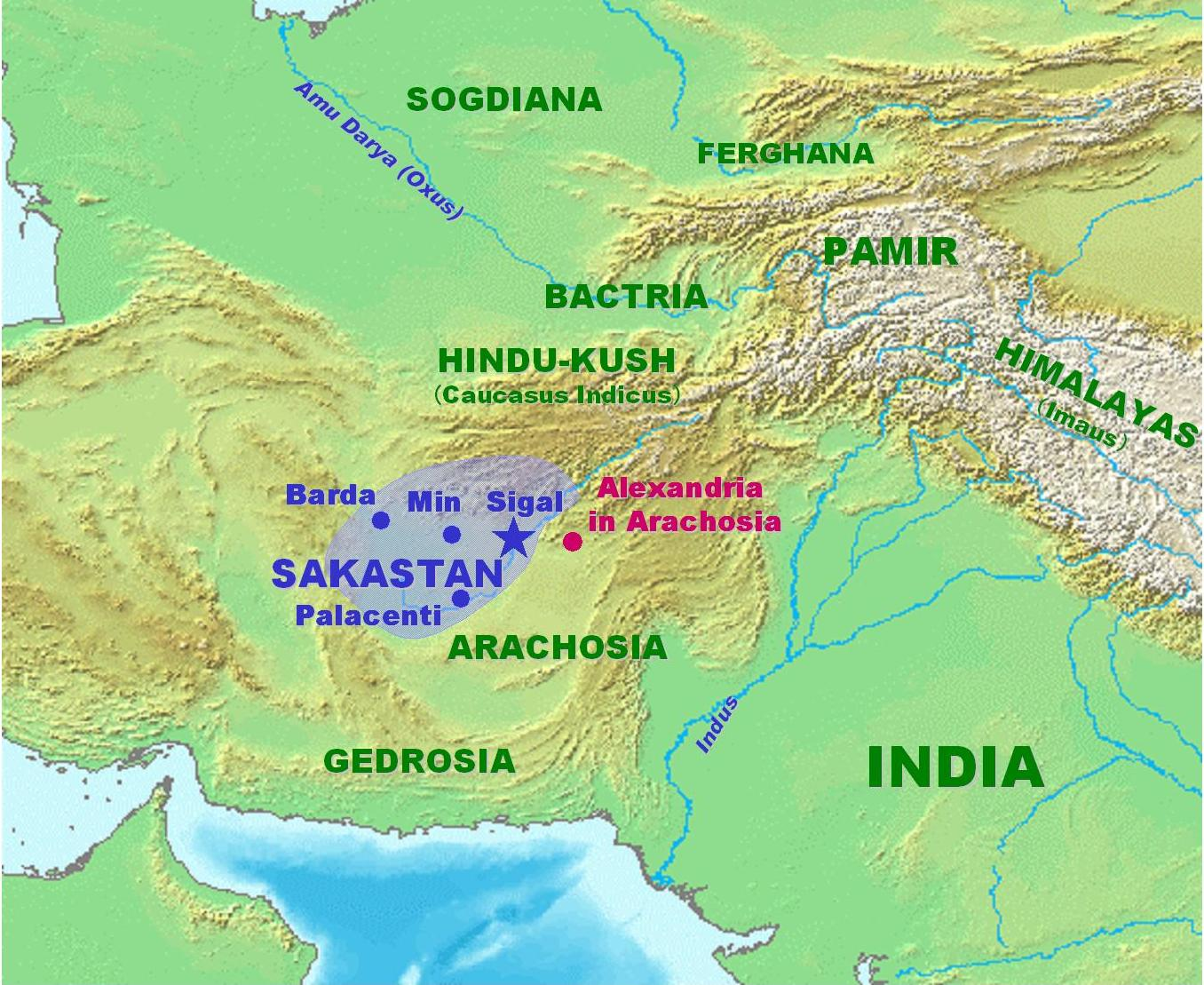
نقشه سیستان در حدود ۱۰۰ پیش از میلاد

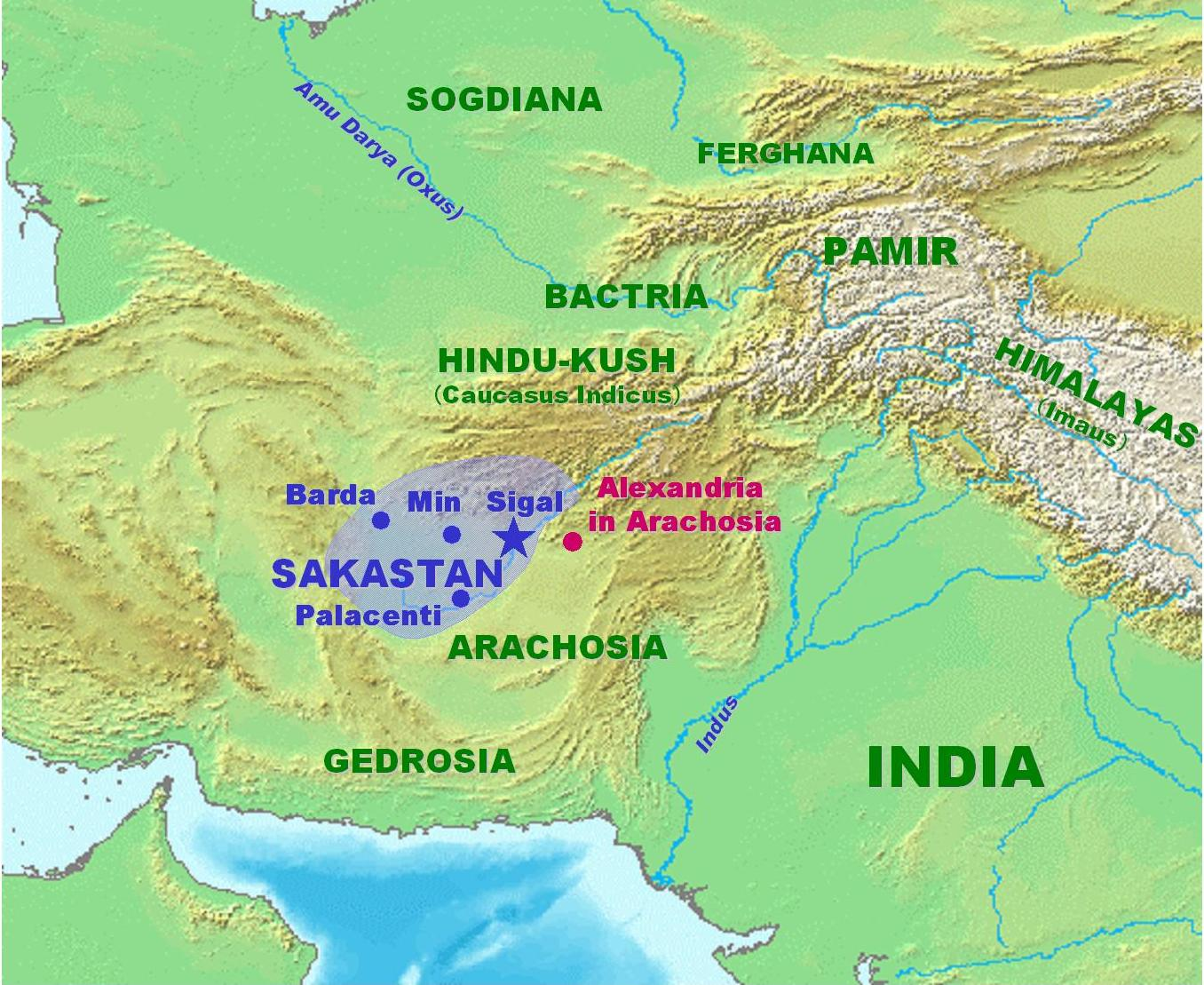
نقشه سیستان در حدود ۱۰۰ پیش از میلاد

سکاها در مناطقی مستقر شدند که بیشتر با منطقه درنگیانا مطابقت داشت، که بعداً سیستان یا سیستان نامیده شد، منطقه‌ای در جنوب غربی افغانستان، جنوب شرقی ایران و گسترش یافته در سراسر مرزهای غرب پاکستان. دسته‌های مختلط سکایی که به درنگیانا و مناطق سیستان مهاجرت کردند، بعداً پادشاهی هندوسکایی و دولت‌های وابسته در شمال و جنوب غربی هند را از طریق دره پایین سند به وجود آوردند. از سوویرا، گجرات، راجستان و شمال هند آغاز شد و به پادشاهی‌ها در سرزمین اصلی هند و همچنین افزایش نفوذ بر دیگر پادشاهی‌ها گسترش یافت.
امپراتور اشکانی مهرداد دوم (حدود ۱۲۳–۸۸/۸۷ پیش از میلاد) سیاست نظامی تهاجمی را در آسیای میانه دنبال کرد و تعدادی از استان‌ها را به شاهنشاهی اشکانی اضافه کرد. این شامل باختر غربی بود که او از هندوسکایی‌ها تصرف کرد.
به دنبال فشار نظامی از سوی یوئه‌چی (پیشینیان کوشان)، برخی از هندوسکایی‌ها از باختر به دریاچه هلمند (یا هامون) نقل مکان کردند و در یا نزدیک سیگال مستقر شدند. این منطقه در اواخر قرن اول پیش از میلاد به عنوان "سکستان سکایی سکایی" شناخته شد.
حضور سکاها در سیستان در قرن اول پیش از میلاد توسط ایزیدور خاراکسی در «ایستگاه‌های پارتی» ذکر شده‌است. به گفته ایزیدور، آنها از شرق با شهرهای یونانی (اسکندریه قفقاز و اسکندریه آراخوزیا) و از جنوب با قلمرو تحت کنترل پارتیان در آراخوزیا هم‌مرز بودند:
فراتر از آن، سیستان سکایی سکاها قرار دارد که پارایتاکنا نیز نامیده می‌شود، ۶۳ شوین. در آنجا شهر باردا و شهر مین و شهر پالاسنتی و شهر سیگال قرار دارند؛ در آن مکان اقامتگاه سلطنتی سکاها است؛ و در نزدیکی آن شهر اسکندریه (اسکندریه آراخوزیا) و شش روستا قرار دارند.
سکاها در مناطقی مستقر شدند که بیشتر با منطقه درنگیانا مطابقت داشت، که بعداً سیستان یا سیستان نامیده شد، منطقه‌ای در جنوب غربی افغانستان، جنوب شرقی ایران و گسترش یافته در سراسر مرزهای غرب پاکستان. دسته‌های مختلط سکایی که به درنگیانا و مناطق سیستان مهاجرت کردند، بعداً پادشاهی هندوسکایی و دولت‌های وابسته در شمال و جنوب غربی هند را از طریق دره پایین سند به وجود آوردند. از سوویرا، گجرات، راجستان و شمال هند آغاز شد و به پادشاهی‌ها در سرزمین اصلی هند و همچنین افزایش نفوذ بر دیگر پادشاهی‌ها گسترش یافت.
امپراتور اشکانی مهرداد دوم (حدود ۱۲۳–۸۸/۸۷ پیش از میلاد) سیاست نظامی تهاجمی را در آسیای میانه دنبال کرد و تعدادی از استان‌ها را به شاهنشاهی اشکانی اضافه کرد. این شامل باختر غربی بود که او از هندوسکایی‌ها تصرف کرد.
به دنبال فشار نظامی از سوی یوئه‌چی (پیشینیان کوشان)، برخی از هندوسکایی‌ها از باختر به دریاچه هلمند (یا هامون) نقل مکان کردند و در یا نزدیک سیگال مستقر شدند. این منطقه در اواخر قرن اول پیش از میلاد به عنوان "سکستان سکایی سکایی" شناخته شد.
حضور سکاها در سیستان در قرن اول پیش از میلاد توسط ایزیدور خاراکسی در «ایستگاه‌های پارتی» ذکر شده‌است. به گفته ایزیدور، آنها از شرق با شهرهای یونانی (اسکندریه قفقاز و اسکندریه آراخوزیا) و از جنوب با قلمرو تحت کنترل پارتیان در آراخوزیا هم‌مرز بودند:
فراتر از آن، سیستان سکایی سکاها قرار دارد که پارایتاکنا نیز نامیده می‌شود، ۶۳ شوین. در آنجا شهر باردا و شهر مین و شهر پالاسنتی و شهر سیگال قرار دارند؛ در آن مکان اقامتگاه سلطنتی سکاها است؛ و در نزدیکی آن شهر اسکندریه (اسکندریه آراخوزیا) و شش روستا قرار دارند.

## پادشاهی‌ها

### از پامیر تا تکسیلا

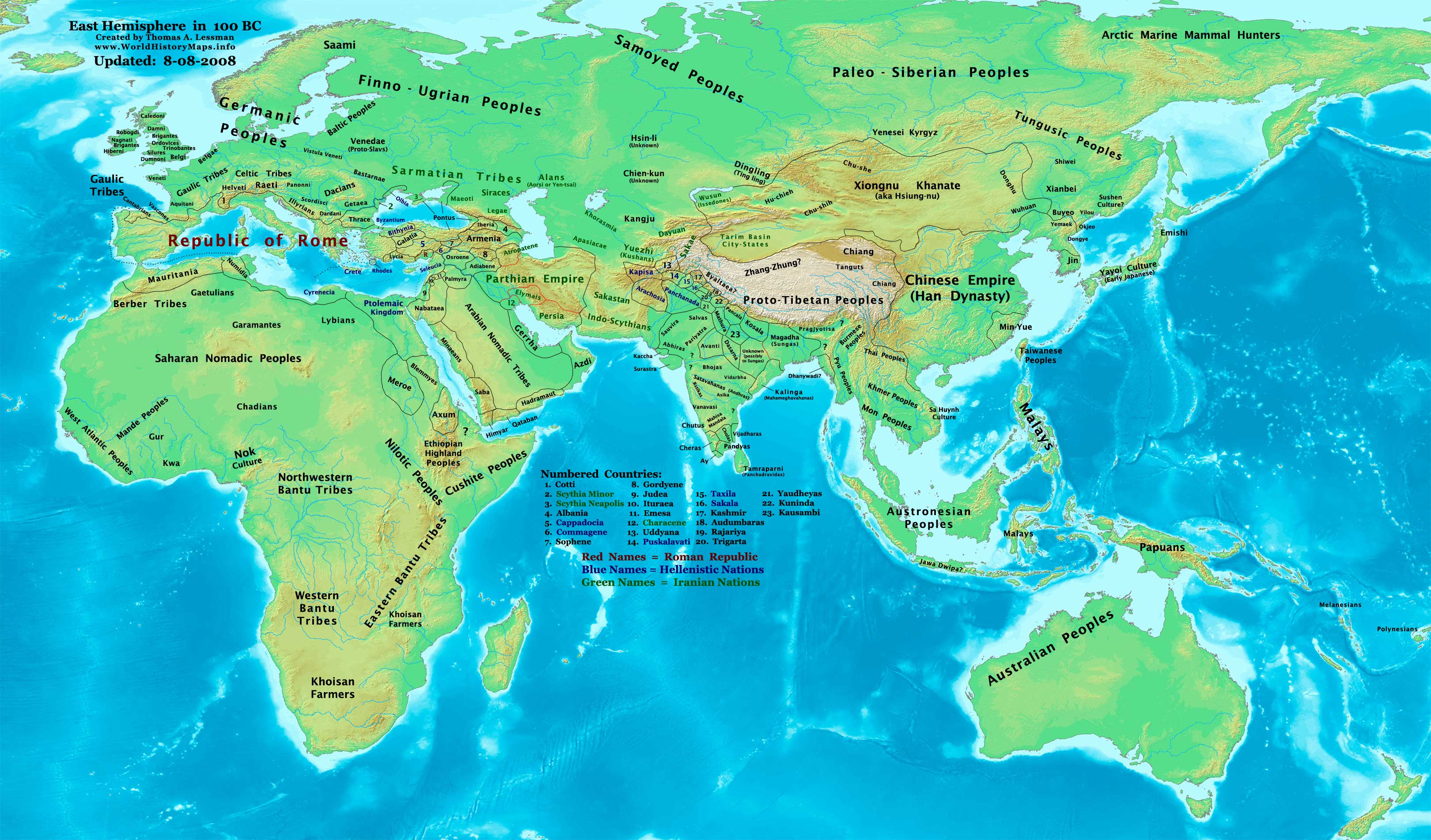
آسیا در ۱۰۰ پیش از میلاد، نشان دادن سکاها و همسایگان آنها

از سنگ‌نگارههای به جا مانده توسط سربازان سکایی در گذرگاه‌های رودخانه‌ای در چیلاس و بر روی سنگ مقدس هونزا در پاکستان، احمد حسن دانی و Karl Jettmar مسیر عبور از کوه‌های قره‌قروم را که توسط مائوئس (اولین پادشاه هندوسکایی) برای تسخیر تکسیلا از پادشاه هندویونانی آپولودوتوس دوم استفاده شده بود، تعیین کرده‌اند.
پریپلوس دریای اریتره در قرن اول پس از میلاد، سرزمین‌های سکایی را توصیف می‌کند:
فراتر از این منطقه (گدروزیا)، قاره با یک انحنای وسیع از شرق در اعماق خلیج‌ها، منطقه ساحلی سکایا قرار دارد که در شمال واقع شده‌است؛ تماماً باتلاقی؛ که از آن رودخانه سند، بزرگترین رودخانه‌ای که به دریای اریتره می‌ریزد، با حجم عظیمی از آب سرازیر می‌شود (...) این رودخانه هفت دهانه دارد، بسیار کم عمق و باتلاقی، به طوری که قابل کشتیرانی نیستند، به جز دهانه میانی؛ که در ساحل آن، شهر بازار بارباریکوم قرار دارد. در مقابل آن یک جزیره کوچک قرار دارد و در داخل خشکی پشت آن، کلان‌شهر سکایا، مین‌نگارا قرار دارد؛ این شهر تابع شاهزادگان پارتی است که دائماً یکدیگر را بیرون می‌کنند...
هندوسکایی‌ها پادشاهی‌ای را در شمال غربی نزدیک تکسیلا با دو ساتراپ تأسیس کردند: یکی در ماتورا در شرق و دیگری در سوراسترن (گجرات) در جنوب غربی.

### گندهارا و پنجاب

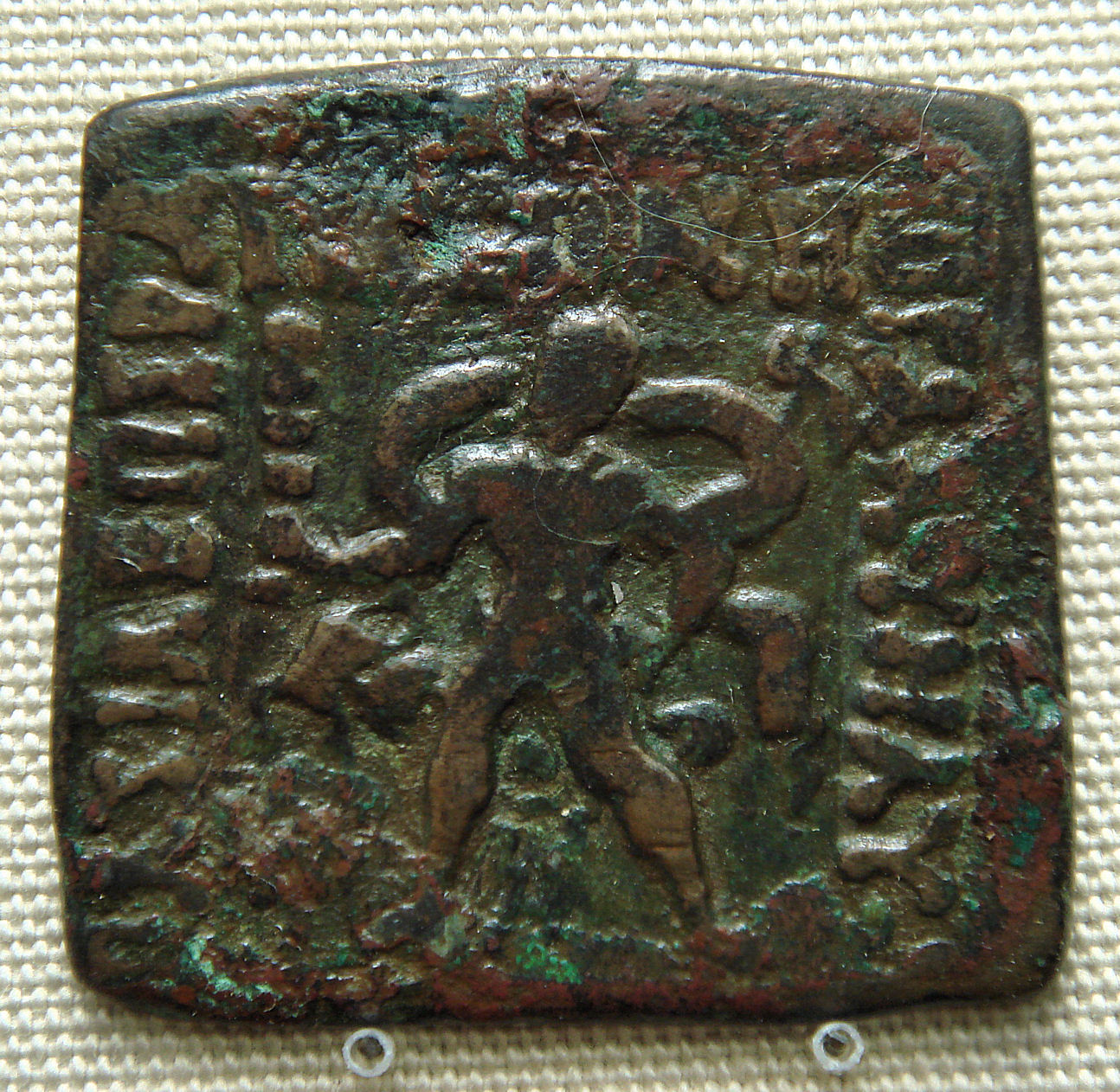
سکه مائوئس با نقش بالاراما، قرن اول پیش از میلاد (موزه بریتانیا)

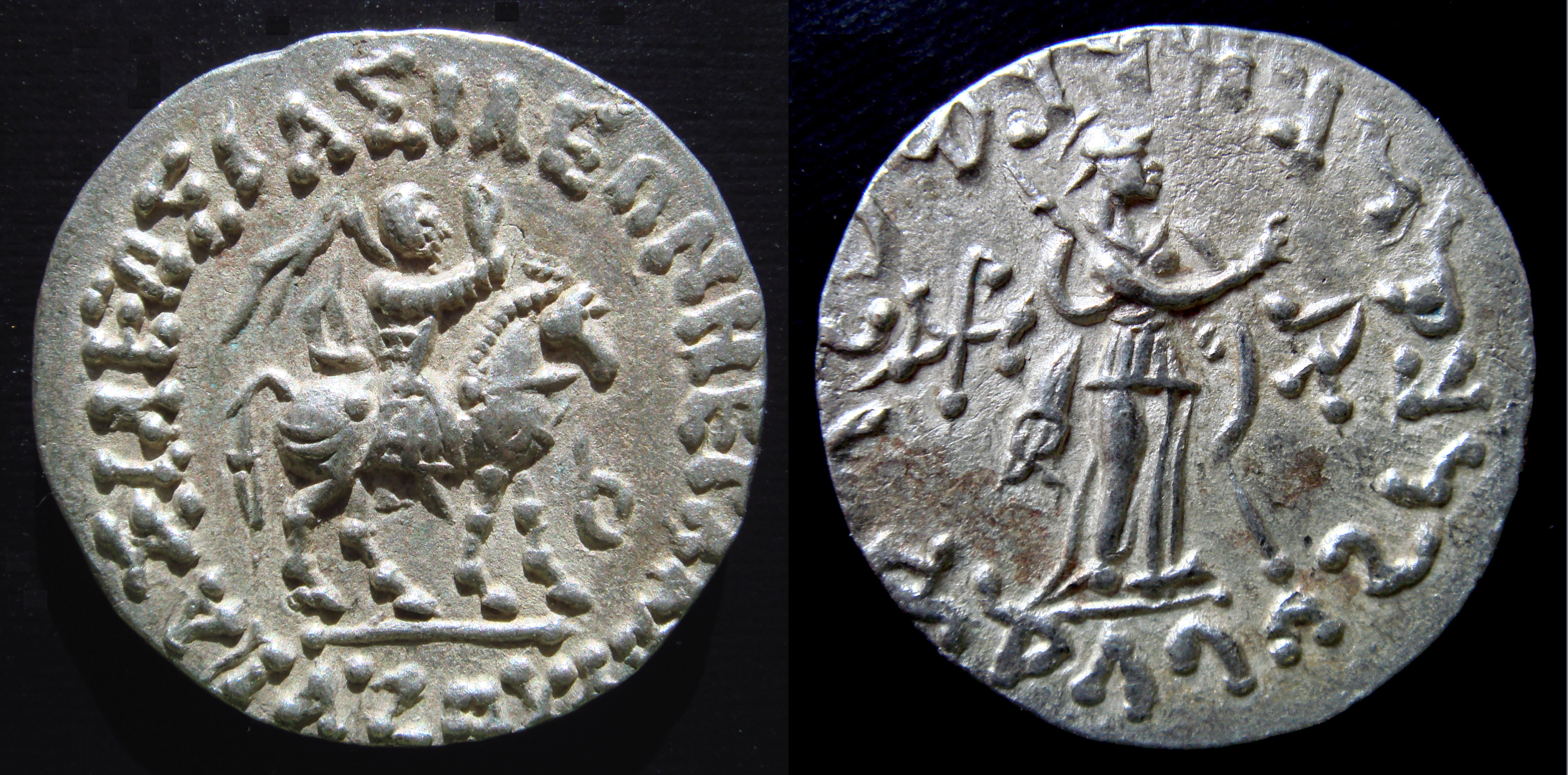
سکه آزس، پادشاه هندوسکایی

حضور سکاها در پاکستان امروزی و شمال غربی هند در قرن اول پیش از میلاد همزمان با پادشاهی‌های هندویونانی در آنجا بود و ظاهراً آنها در ابتدا قدرت حاکمان محلی یونانی را به رسمیت می‌شناختند. مائوئس ابتدا گندهارا و تکسیلا در افغانستان و پاکستان امروزی را در حدود ۸۰ پیش از میلاد فتح کرد، اما پادشاهی او پس از مرگش از هم پاشید. در شرق، پادشاه هندی ویکراما اوجین را از هندوسکایی‌ها پس گرفت و پیروزی خود را با تأسیس عصر ویکراما در ۵۸ پیش از میلاد جشن گرفت. پادشاهان هندویونانی پس از مائوئس دوباره حکومت کردند و شکوفا شدند، همانطور که فراوانی سکه‌های پادشاهان آپولودوتوس دوم و هیپوستراتوس نشان می‌دهد. در ۵۵ پیش از میلاد، تحت رهبری آزس یکم، هندوسکایی‌ها با پیروزی بر هیپوستراتوس، کنترل شمال غربی هند را به دست گرفتند.

#### تندیس‌گری

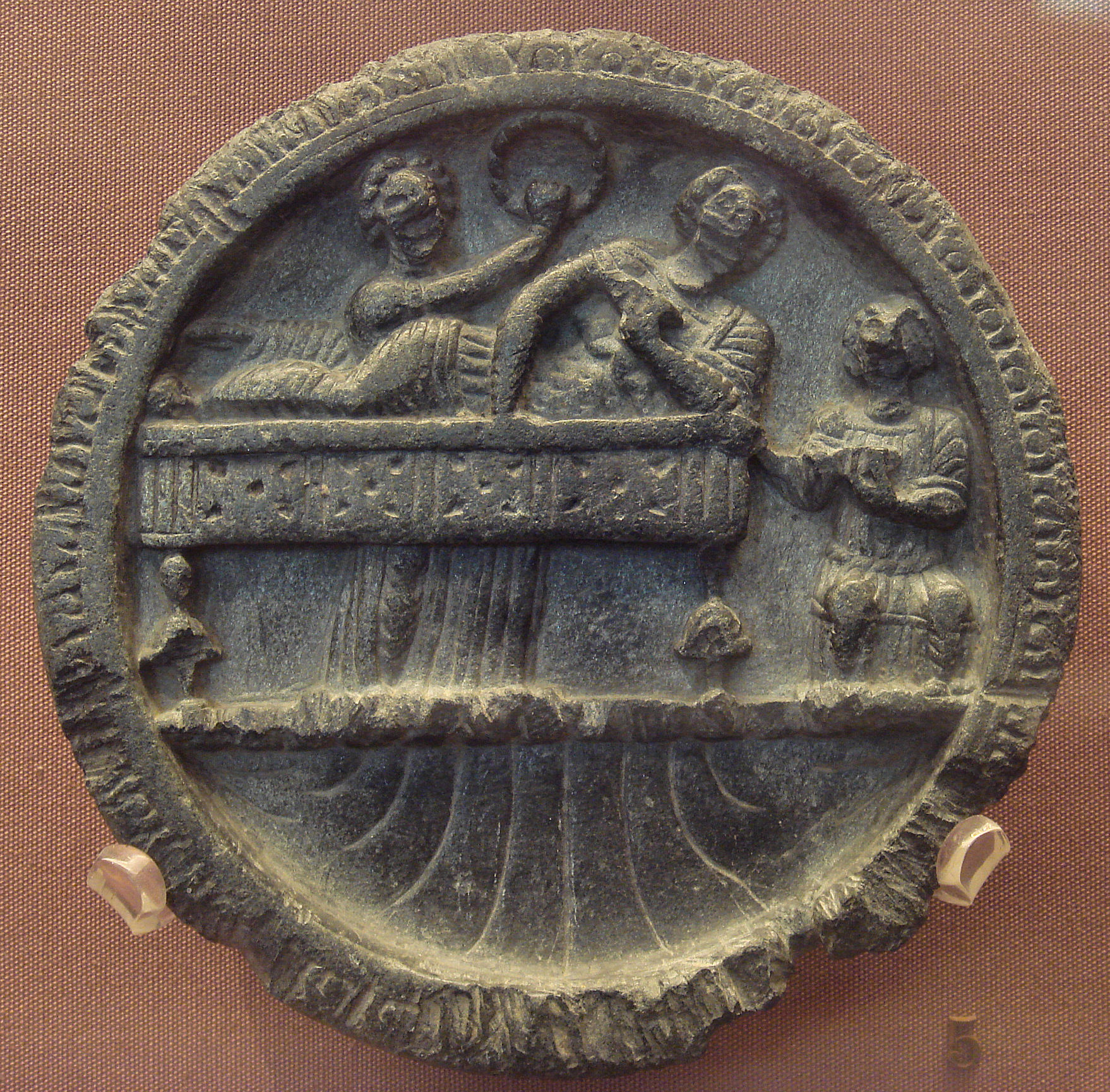
سینی آرایشی از نوع یافت شده در لایه اولیه سکایی در سیرکاپ

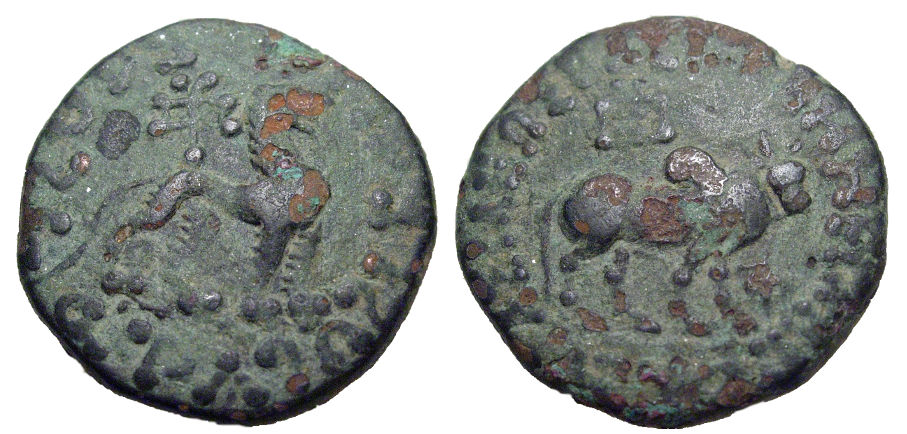
سکه برنزی شاه آزس. رو: BASILEWS BASILEWN MEGALOU AZOU، گاو نر کوهان‌دار برهمن (زبو) در حال راه رفتن به راست، نماد وایت‌هد ۱۵ (Z در مربع) در بالا؛ پشت: خاروشتی "jha" در سمت راست / افسانه خاروشتی، شیر یا پلنگ ایستاده به راست، نماد وایت‌هد ۲۶ در بالا

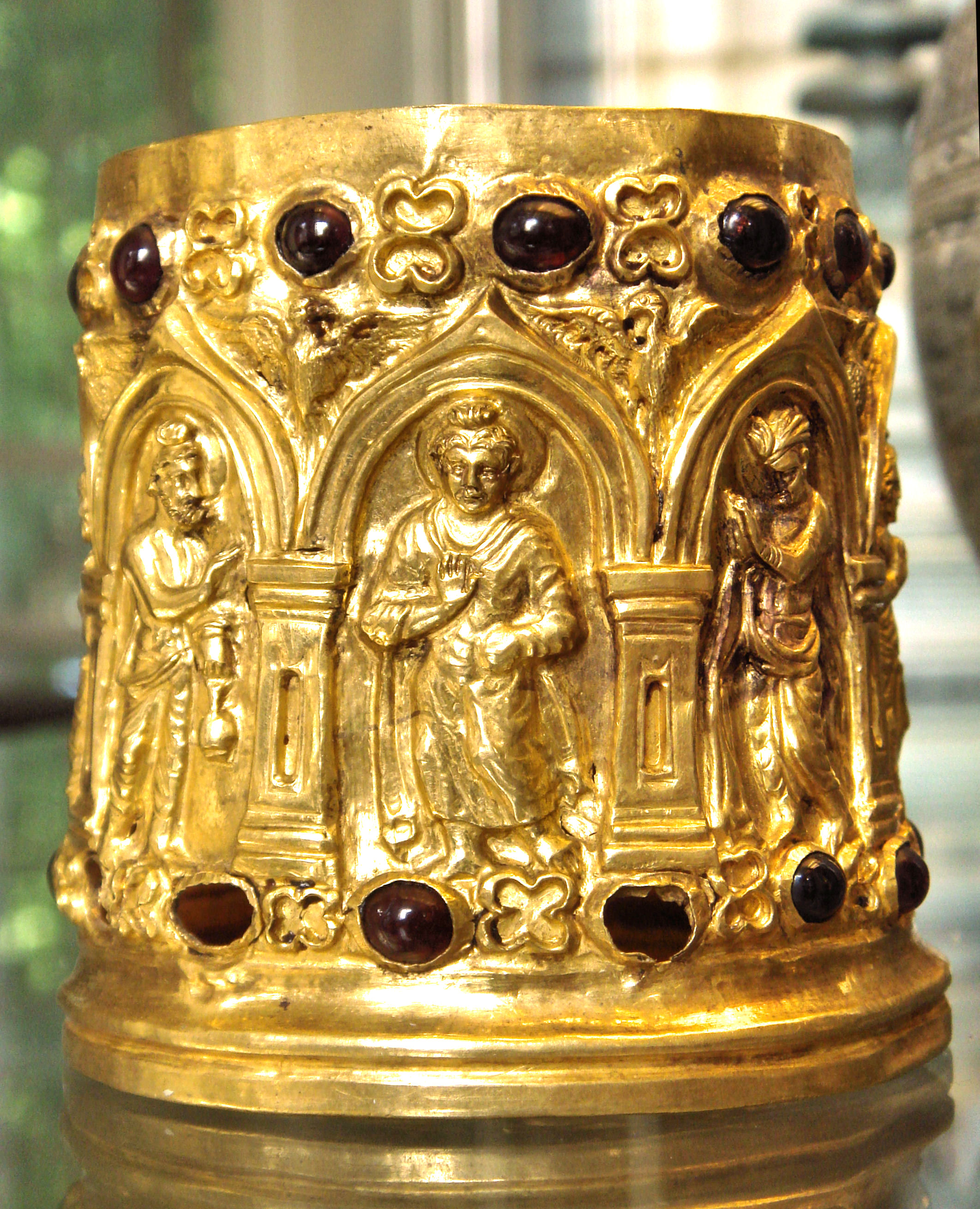
جعبه بیماران، نشان دهنده بودا در محاصره برهما (چپ) و شاکرا، در یک استوپا با سکه‌های آزس یکم در داخل یافت شد. (موزه بریتانیا)

کاوش‌های سازماندهی شده توسط جان مارشال چندین مجسمه سنگی در لایه اولیه سکایی (لایه شماره چهار، مربوط به دوره آزس یکم، که در آن تعدادی از سکه‌های او یافت شد) پیدا کرد. چندین مورد از آنها سینی‌های آرایشی هستند که به طور تقریبی از نمونه‌های ظریف‌تر هلنیستی یافت شده در لایه‌های قبلی تقلید می‌کنند.

#### جعبه بیماران
آزس با جعبه بیماران، یکی از اولین تصاویر بودا، مرتبط است. این یادگار برای وقف یک استوپا در بامیران، نزدیک جلال‌آباد در افغانستان استفاده شد و با چندین سکه آزس در داخل استوپا قرار داده شد. این ممکن است در زمان سلطنت آزس (۶۰–۲۰ پیش از میلاد) یا کمی بعد اتفاق افتاده باشد. هندوسکایی‌ها با بودیسم ارتباط داشتند.

### منطقه ماتورا

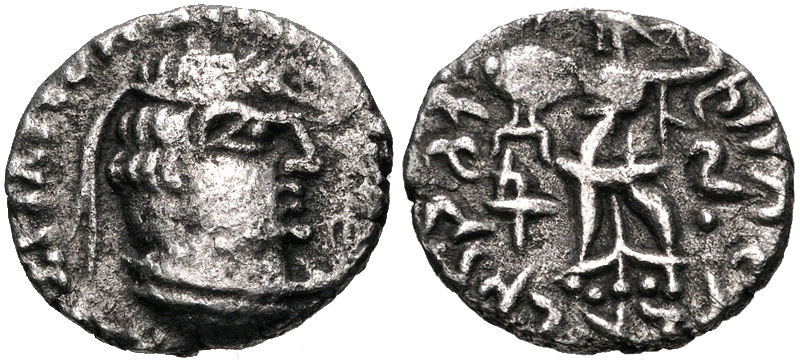
سکه راجوولا (حدود ۱۰ پس از میلاد)، ماتورا. رو: نیم‌تنه ساتراپ راجوولا. پشت: پالاس، ایستاده.

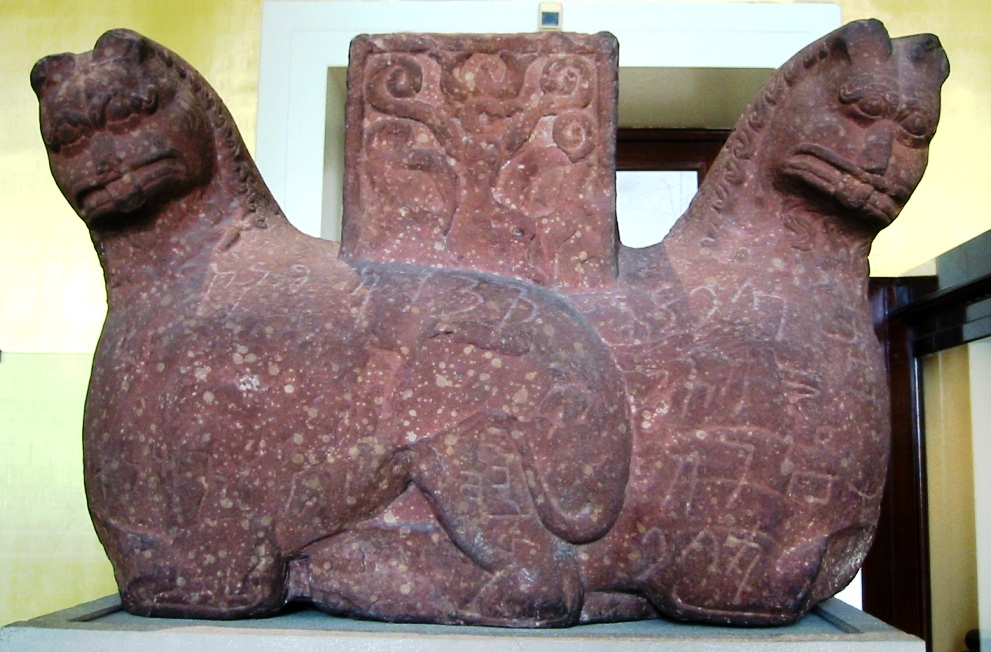
سرستون شیر ماتورا

در شمال هند، هندوسکایی‌ها منطقه ماتورا را در حدود ۶۰ پیش از میلاد فتح کردند. برخی از ساتراپهای آنها هاگاماشا و هاگانا بودند که راجوولا جانشین آنها شد.
سرستون شیر ماتورا، یک سرستون ماسه‌سنگی هندوسکایی مربوط به قرن اول پس از میلاد، در خط خروشتی هدیه یک استوپا با یادگاری از بودا توسط ناداسی کاسا (ملکه راجوولا) را شرح می‌دهد. این سرستون همچنین به شجره‌نامه چندین ساتراپ هندوسکایی ماتورا اشاره می‌کند. ظاهراً راجوولا استراتو دوم (آخرین پادشاه هندویونانی) را در حدود ۱۰ پس از میلاد از بین برد و ساگالا، پایتخت او را تصرف کرد.
سکه های این دوره، مانند سکه های راجوولا، معمولاً خام هستند. همچنین ارزش آنها کاهش یافته است؛ محتوای نقره کاهش یافته و محتوای برنز افزایش یافته است، یک تکنیک آلیاژکاری که نشان دهنده کمبود ثروت است.
کتیبه‌های سرستون شیر ماتورا گواه آن است که ماتورا تحت کنترل سکاها قرار گرفت. این کتیبه‌ها به خاراهوستس و ملکه آیاسیا، "ملکه ارشد حاکم هندوسکایی ماتورا، ساتراپ راجوولا" اشاره دارند. خاراهوستس پسر آرتا بود، همانطور که سکه‌های خودش گواهی می‌دهند. آرتا برادر پادشاه مائوئس بود.
ساتراپ‌های هندوسکایی ماتورا گاهی اوقات ساتراپ‌های شمالی نامیده می‌شوند تا از ساتراپ‌های غربی که در گجرات و مالوا حکومت می‌کردند، متمایز شوند. پس از راجوولا، چندین جانشین شناخته شده‌اند که به عنوان دست‌نشانده‌های کوشان‌ها حکومت کرده‌اند. از جمله آنها می‌توان به "ساتراپ بزرگ" خاراپالانا و ساتراپ واناسپارا اشاره کرد که از کتیبه‌ای کشف شده در سارناث و مربوط به سال سوم کانیشکا (حدود ۱۳۰ پس از میلاد) شناخته شده‌اند، زمانی که آنها به کوشان‌ها اعلام وفاداری کردند.

### پاتالیپوترا

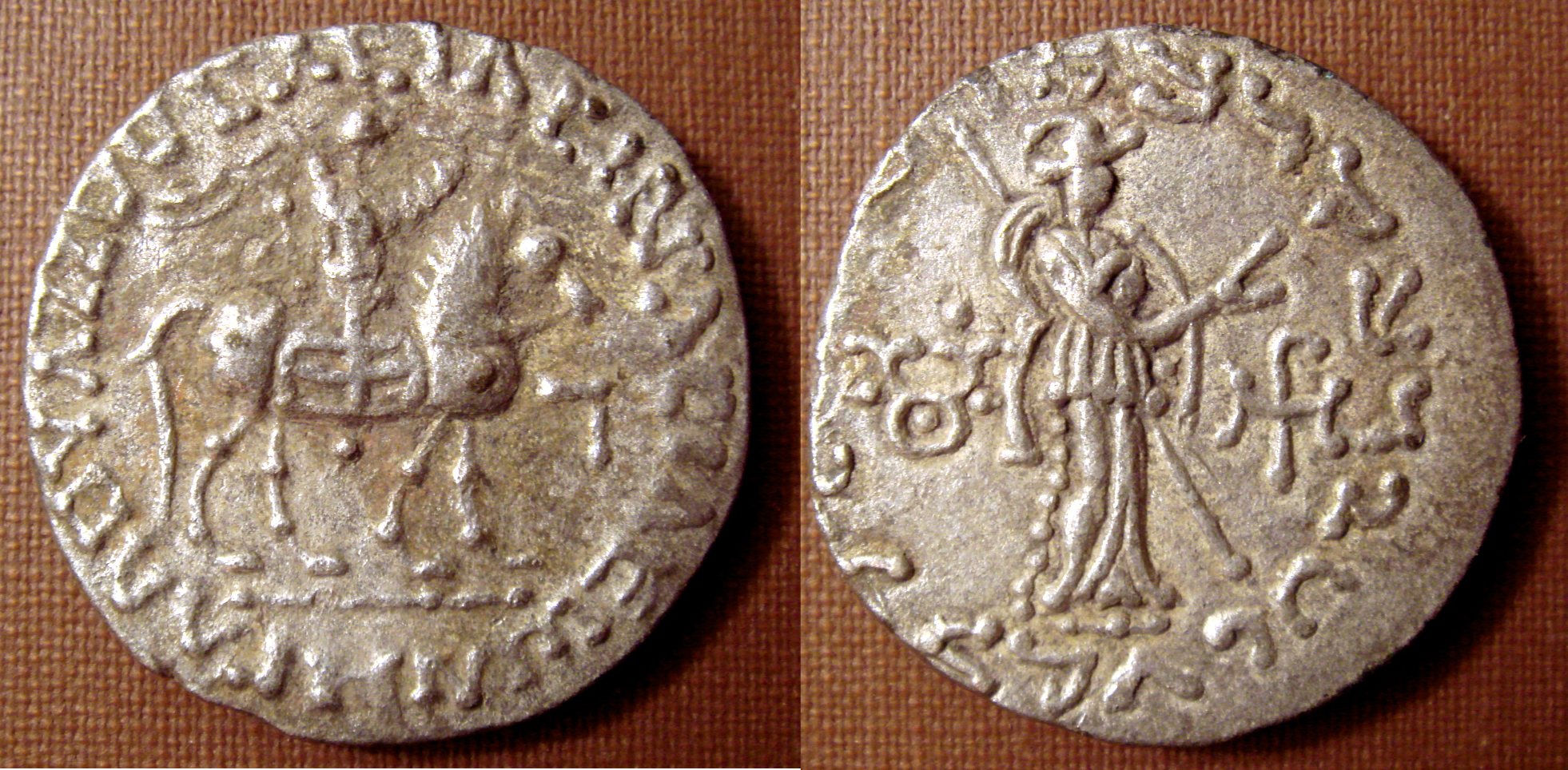
سکه نقره ویجایامیترا به نام آزس یکم. یک نماد تریراتنا بودایی در سمت چپ پشت سکه قرار دارد.

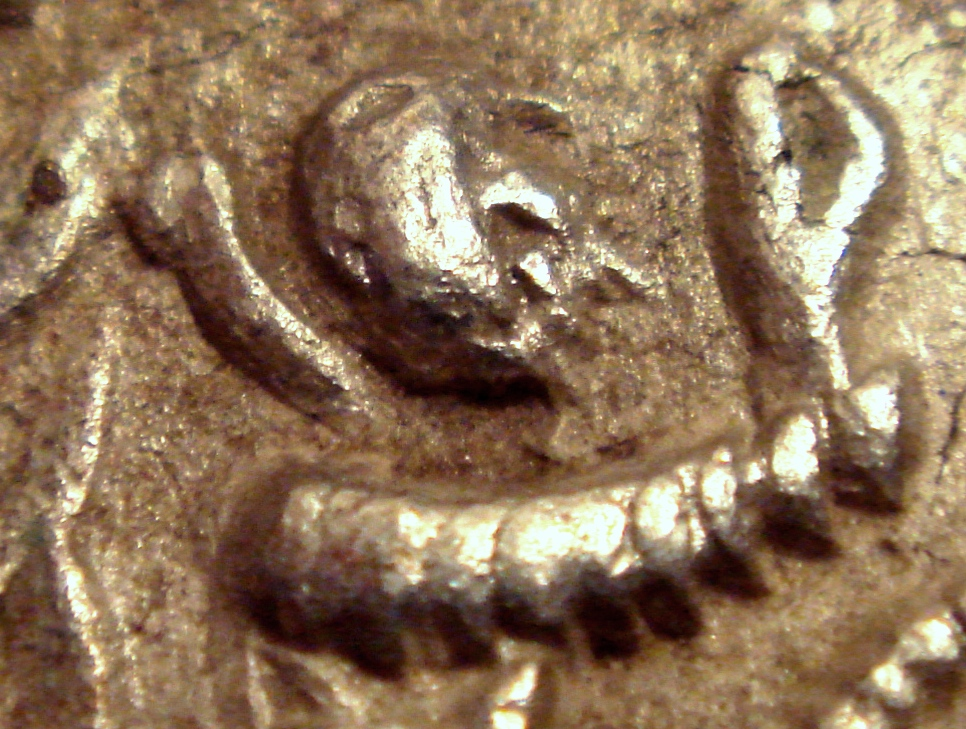
رخ آزس بر روی یکی از سکه‌هایش

یوگا پورانا به حمله سکاها به پاتالیپوترا در قرن اول پیش از میلاد، پس از حکومت هفت پادشاه متوالی در ساکتا پس از عقب نشینی یاواناها، اشاره می‌کند. طبق یوگا پورانا، پادشاه سکایی یک چهارم جمعیت را کشت قبل از اینکه توسط پادشاه کالینگا شاتا و گروهی از سابالاها کشته شود.

### فتوحات کوشان و هندوپارتی
پس از مرگ آزس، حکومت هندوسکایی در شمال غربی هند با ظهور حاکم هندوپارتی گوندوفارس در اواخر قرن اول پیش از میلاد به پایان رسید. در دهه‌های بعد، تعدادی از رهبران کوچک سکایی در استحکامات محلی در حاشیه امپراتوری سست هندوپارتی در طی چند دهه بعد به حکومت خود ادامه دادند، برخی از آنها به گوندوفارس یکم و جانشینانش وفادار بودند.
حکومت هندوپارتی به تدریج با حکومت کوشان‌ها، یکی از پنج قبیله یوئه‌چی که بیش از یک قرن در باختر زندگی می‌کردند و در اواخر قرن اول پس از میلاد به هند گسترش یافتند، جایگزین شد. کوشان‌ها در حدود ۷۵ پس از میلاد شمال غربی هند و در حدود ۱۰۰ منطقه ماتورا را پس گرفتند، جایی که برای چندین قرن شکوفا شدند.

### ساتراپ‌های غربی

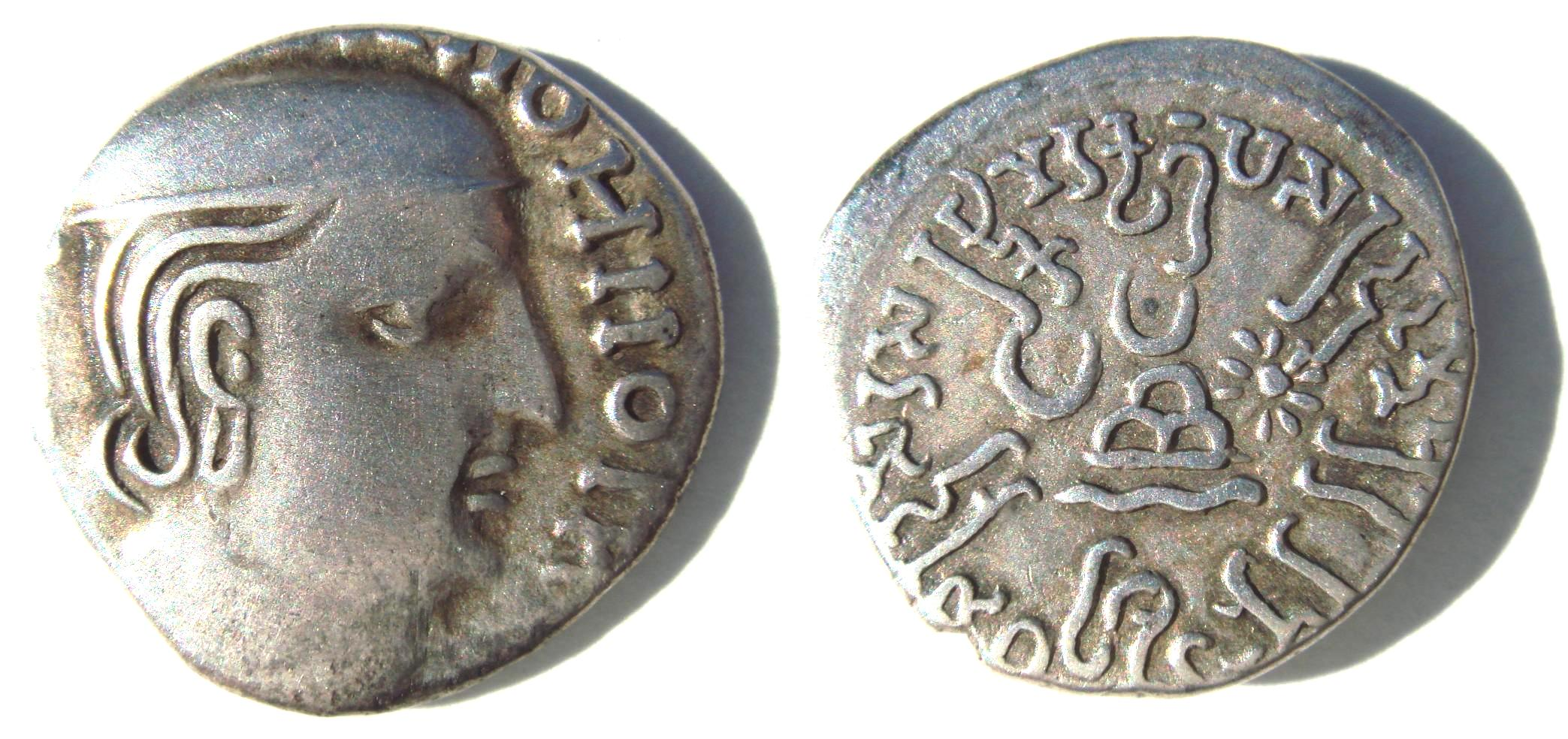
سکه ساتراپ غربی رودراسیمها یکم (حدود ۱۷۵–۱۹۷ پس از میلاد)، از نوادگان هندوسکایی‌ها

هندوسکایی‌ها تا زمان سلطنت بهرام دوم (۲۷۶–۲۹۳ پس از میلاد) منطقه سیستان را در اختیار داشتند و تا هزاره اول میلادی چندین منطقه از هند را در اختیار داشتند؛ کاتیاوار و گجرات تا قرن پنجم تحت حکومت ساتراپ‌های غربی بودند. فتوحات رودردامان یکم در کتیبه سنگی جوناگاد ثبت شده‌است. رودردامان در جریان لشکرکشی‌های خود، یودهیاها را فتح کرد و شاهنشاهی ساتواهانا را شکست داد. ساتراپ‌های غربی توسط امپراتور گوپتا چاندراگوپتا دوم (که به نام ویکرامادیتیا نیز شناخته می‌شود) فتح شدند.

## سکه‌شناسی
الگو:Unsourced section

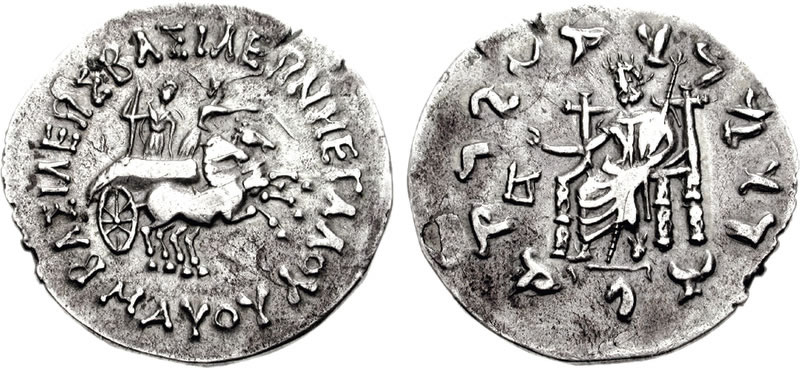
تترادراخما نقره‌ای مائوئس، پادشاه هندوسکایی (۸۵–۶۰ پیش از میلاد)

سکه‌های هندوسکایی عموماً از کیفیت بالایی برخوردارند، اگرچه سکه‌های راجوولا در نزدیکی فروپاشی حکومت هندوسکایی در حدود ۲۰ پس از میلاد رو به وخامت می‌گذارند. سکه‌های نسبتاً باکیفیت و کلیشه‌ای توسط ساتراپ‌های غربی تا قرن چهارم ادامه یافت.
سکه‌های هندوسکایی عموماً واقع‌گرایانه و از نظر هنری بین سکه‌های هندویونانی و کوشان قرار دارند. پیشنهاد شده‌است که سکه‌های آنها از کمک سکه‌سازان یونانی بهره‌مند شده‌اند.
سکه‌های هندوسکایی سنت هندویونانی را با استفاده از حروف یونانی در روی سکه و خط خروشتی در پشت سکه ادامه می‌دهند. تصویری از پادشاه وجود ندارد و به جای آن، تصاویری از پادشاه سوار بر اسب (گاهی بر شتر) یا نشسته چهارزانو بر روی یک بالش دیده می‌شود. پشت سکه‌های آنها معمولاً خدایان یونانی را نشان می‌دهد.
نمادهای بودایی در سکه‌های هندوسکایی دیده می‌شود. هندوسکایی‌ها رسم هندویونانی (از زمان مناندر یکم) را در به تصویر کشیدن خدایانی که ویتارکا مودرا را با دست راست خود تشکیل می‌دهند (مانند زئوس بر روی سکه‌های مائوئس یا آزس دوم)، شیر بودایی بر روی سکه‌های آن دو پادشاه، یا نماد تریراتنا بر روی سکه‌های زیونیسس به کار گرفتند.

## هنر

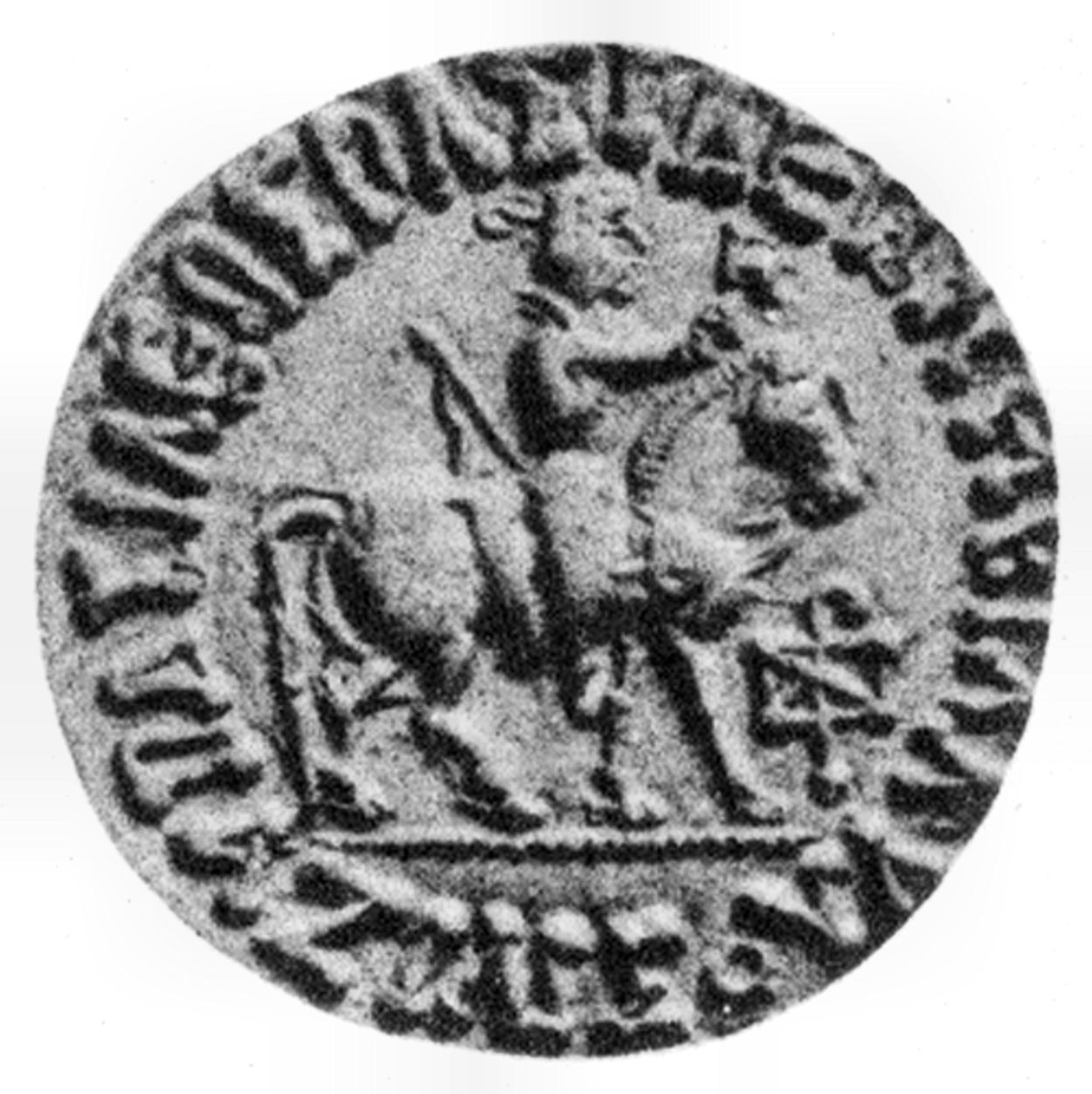
آزیلیزس سوار بر اسب، با پوشیدن یک تونیک

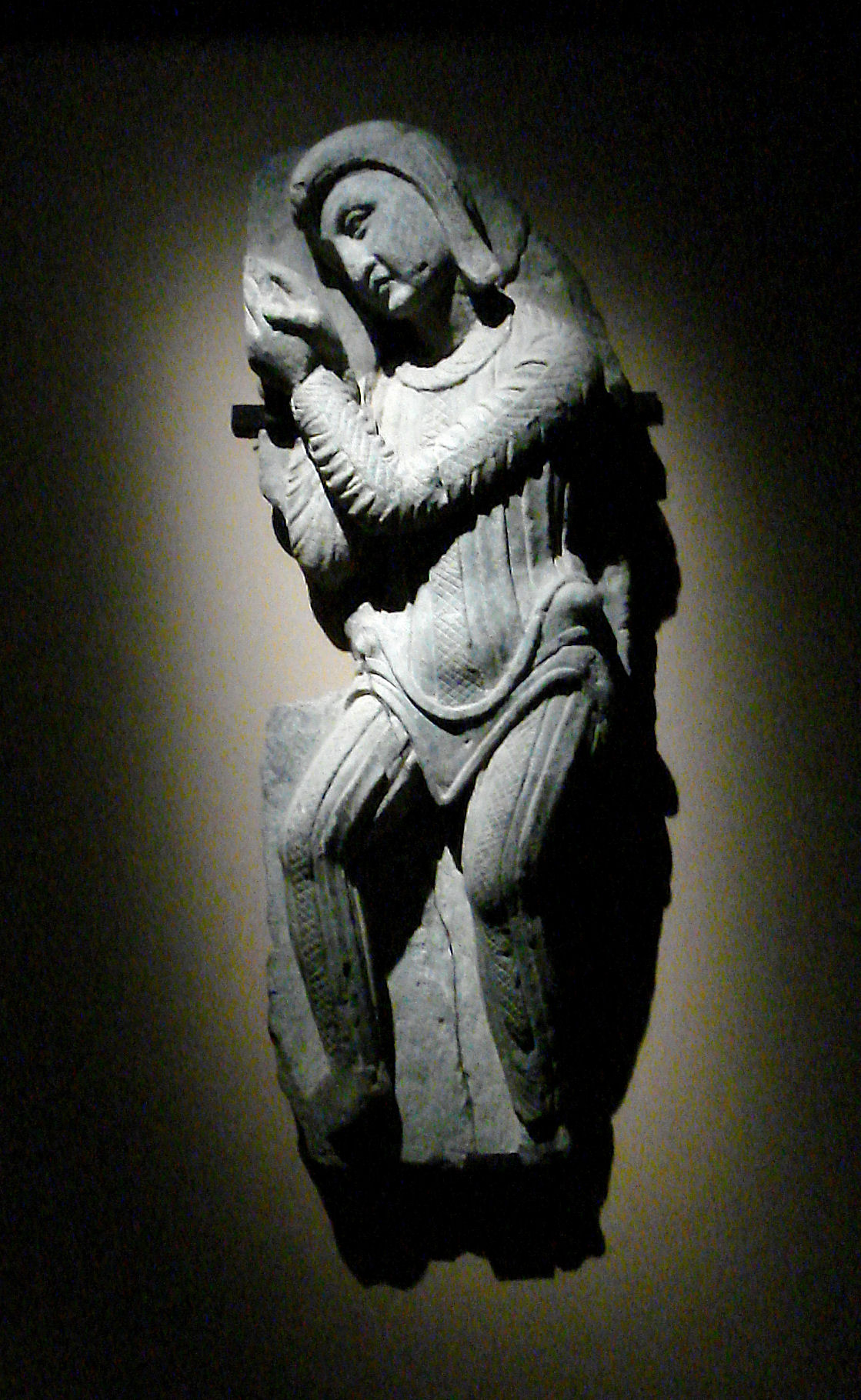
مرید سکایی، استوپای بوتکارا

به غیر از سکه‌ها، آثار هنری کمی وجود دارد که به طور غیرقابل انکاری نشان دهنده هندوسکایی‌ها باشد. چندین مجسمه گندهارا خارجیانی را در تونیک‌های نرم نشان می‌دهند که گاهی اوقات کلاه نوک‌تیز معمولی سکاها را بر سر دارند. به نظر می‌رسد مردان کوشان تونیک‌های ضخیم و سفت می‌پوشند و عموماً به شکل ساده‌تری به تصویر کشیده می‌شوند.

### نقش برجسته‌های بونر
سربازان هندوسکایی با لباس نظامی گاهی اوقات در نقوش برجسته بودایی در هنر گندهارا، به ویژه در نقش برجسته‌های بونر به تصویر کشیده می‌شوند. آنها در تونیک‌های گشاد با شلوار، با شمشیرهای سنگین و صاف به تصویر کشیده شده‌اند. آنها کلاه‌های نوک‌تیز یا کلاه سکایی بر سر دارند؛ این آنها را از هندوپارتی‌ها متمایز می‌کند، که یک فیله ساده بر روی موهای پرپشت خود می‌گذاشتند، و که توسط حاکمان هندوسکایی بر روی سکه‌هایشان استفاده می‌شد. برخی با دست راست خود کارانا مودرا را برای دفع ارواح شیطانی تشکیل می‌دهند. در گندهارا، از چنین نقوش برجسته‌ای برای تزئین پایه‌های استوپاهای بودایی استفاده می‌شد. آنها همزمان با دیگر نقوش برجسته هستند که افرادی را با لباس یونانی نشان می‌دهند و به اختلاط هندوسکایی‌ها و هندویونانی‌ها اشاره می‌کنند. در نقش برجسته دیگری، همین نوع سربازان در حال نواختن آلات موسیقی و رقص هستند؛ در هنر گندهارا، هندوسکایی‌ها معمولاً به عنوان مریدان شاد به تصویر کشیده می‌شوند.

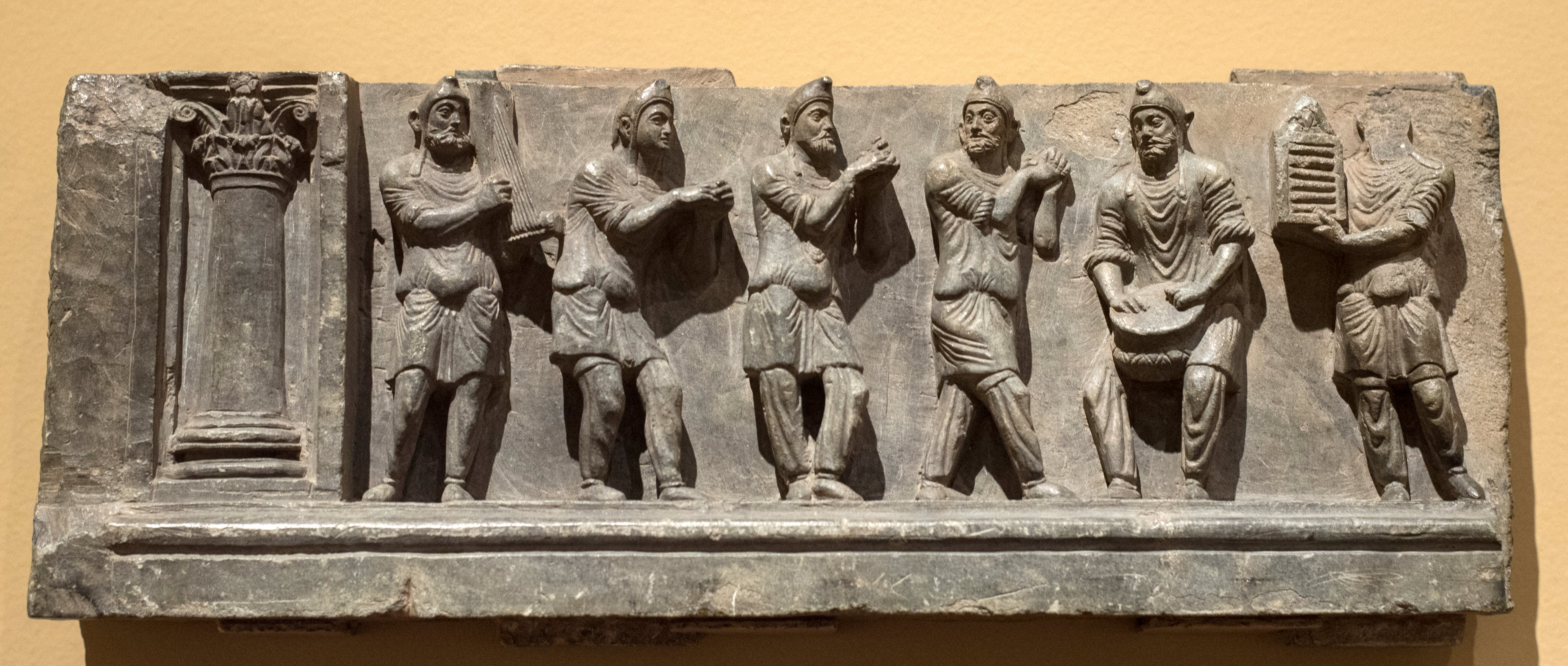
نقش برجسته بونر از سربازان سکایی در حال رقص (موزه هنر کلیولند)
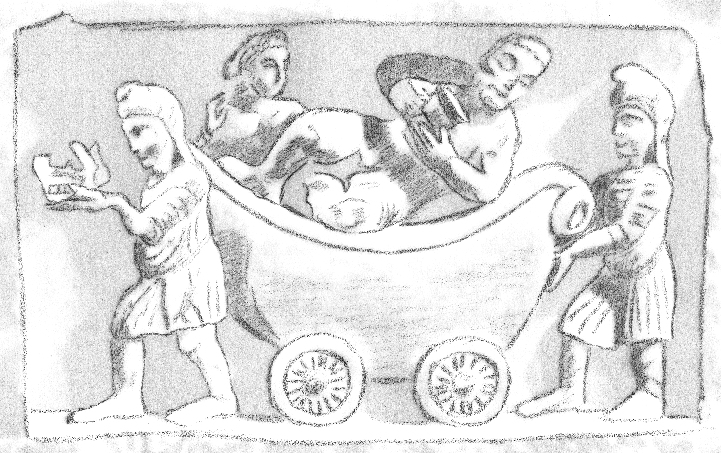
هندوسکایی‌ها در حال هل دادن خدای یونانی دیونیسوس و آریادنه
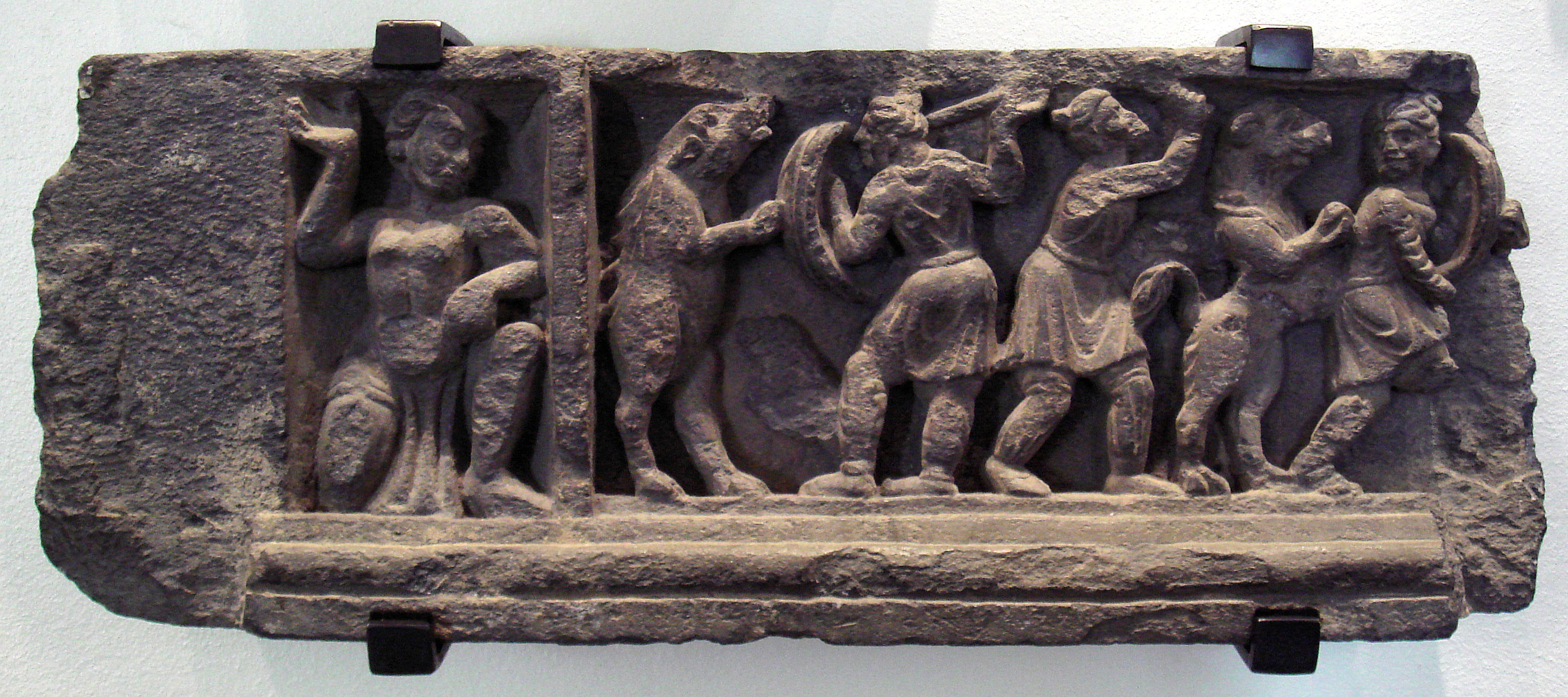
صحنه شکار
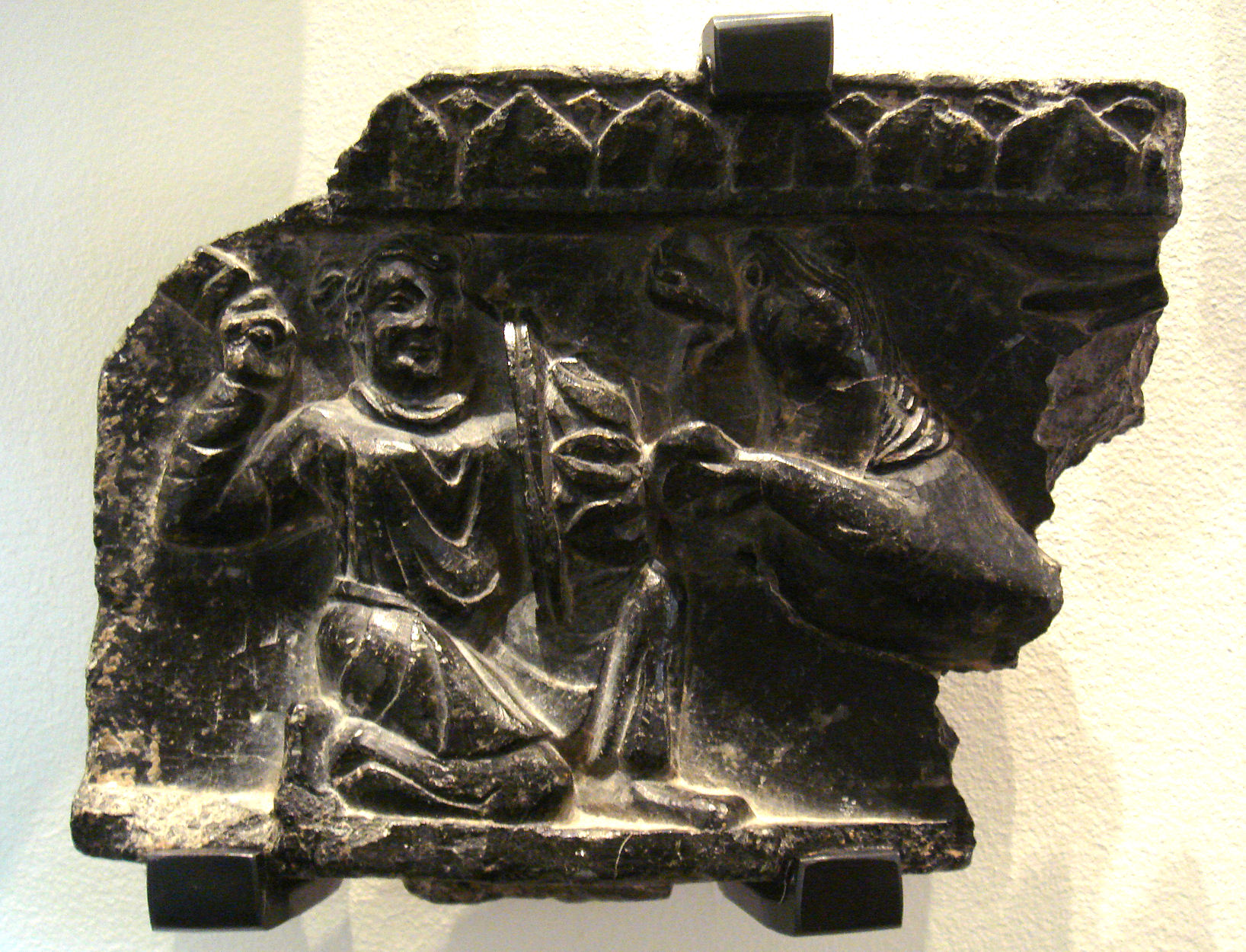
صحنه شکار

### پالت‌های سنگی

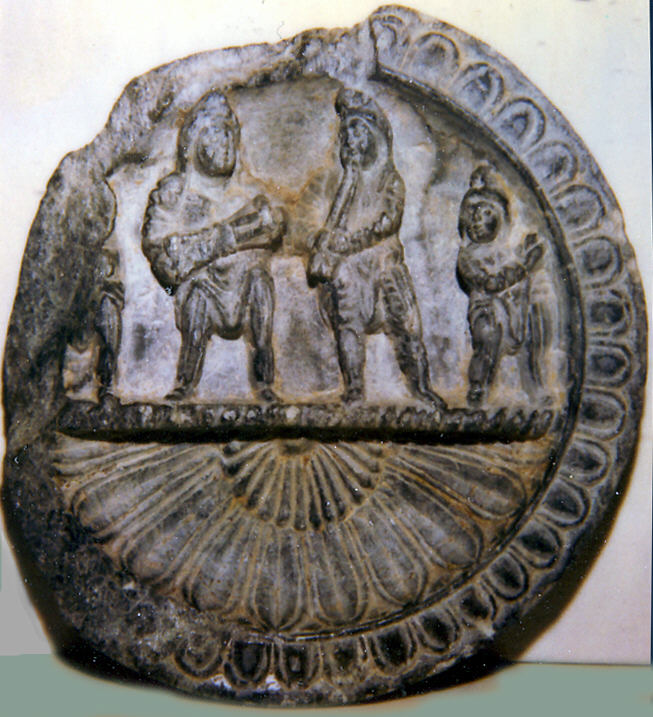
پالت سنگی گندهارا از سکایی‌ها در حال نواختن موسیقی

تعدادی از پالت سنگی در گندهارا نماینده هنر هندوسکایی محسوب می‌شوند. این پالت‌ها که ترکیبی از تأثیرات یونانی و ایرانی دارند، اغلب دارای سبکی ساده و کهن هستند. پالت‌های سنگی فقط در لایه‌های باستان‌شناسی مربوط به حکومت هندویونانی، هندوسکایی و هندوپارتی یافت شده‌اند و در لایه‌های مائوریای پیشین یا لایه‌های کوشانی پسین ناشناخته هستند.
این پالت‌ها اغلب افرادی را با لباس یونانی در صحنه‌های اساطیری به تصویر می‌کشند؛ تعداد کمی لباس پارتی (هدبند روی موهای پرپشت، کت ضربدری روی سینه برهنه، جواهرات، کمربند، شلوار گشاد) و تعداد کمتری لباس هندوسکایی (کلاه فریگی، تونیک و شلوار صاف) دارند. پالتی که در سیرکاپ یافت شده و اکنون در موزه دهلی نو قرار دارد، یک سوارکار هندوسکایی بالدار را نشان می‌دهد که سوار بر یک گوزن بالدار است و توسط یک شیر مورد حمله قرار می‌گیرد.

## بودیسم
به نظر می‌رسد هندوسکایی‌ها از بودیسم حمایت می‌کردند و بسیاری از اعمال آنها ادامه دهنده اعمال هندویونانی‌ها بود. آنها نقش فعالی در انتشار بودیسم فراتر از هند داشتند.

### وقف‌های سلطنتی

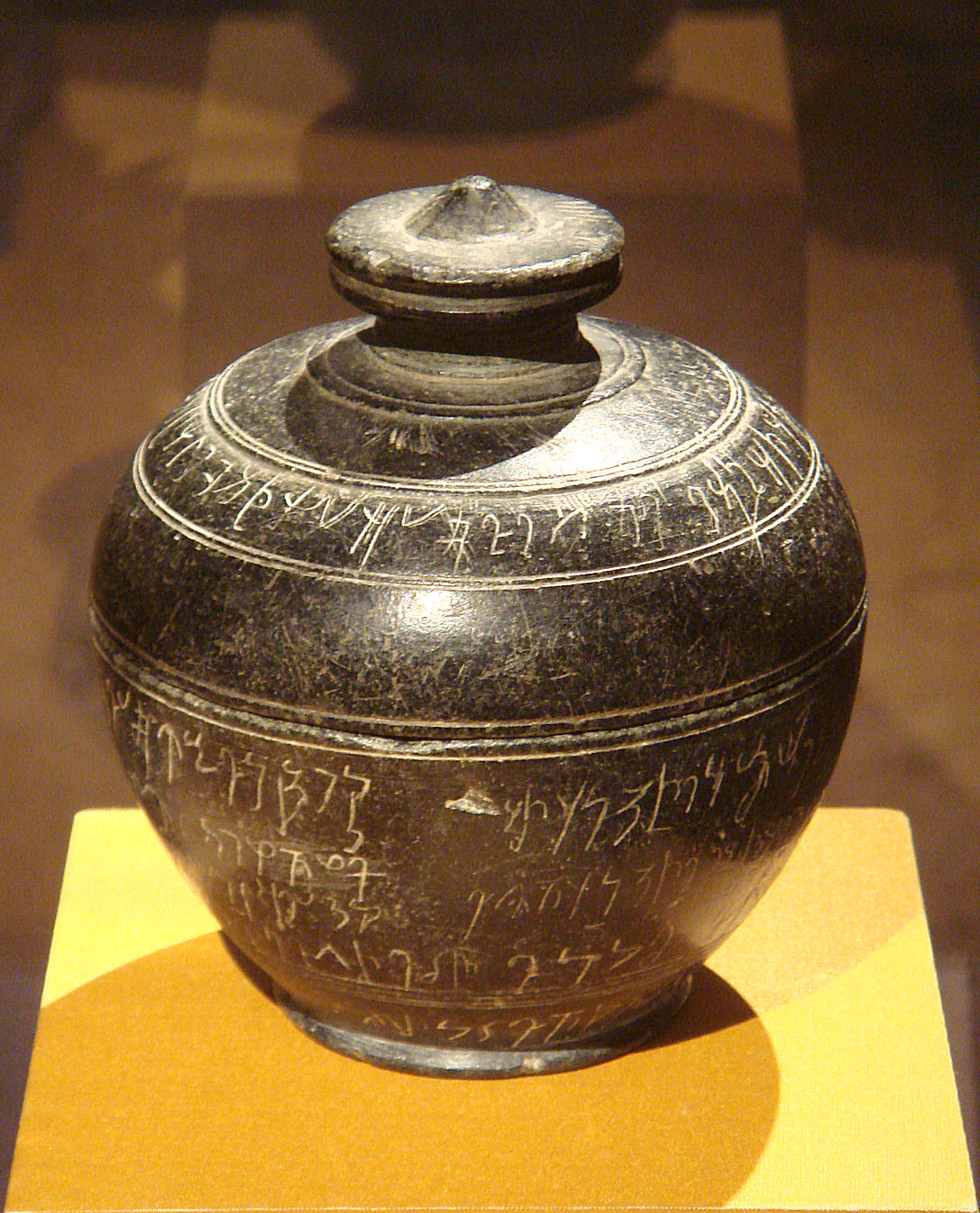
جعبه باجور، وقف شده توسط ایندراوارمان (موزه متروپولیتن هنر)

چندین پادشاه هندوسکایی پس از آزس، وقف‌های بودایی را به نام خود بر روی لوح‌ها یا یادگارها انجام دادند:
- پاتیکا کوسولاکا (۲۵ پیش از میلاد – ۱۰ پس از میلاد) اهدای یادگاری از بودا شاکیامونی به یک صومعه بودایی را در لوح مسی تاکسیلا شرح داد.
- خاراهوستس (۱۰ پیش از میلاد – ۱۰ پس از میلاد) در سرستون شیر بودایی ماتورا و بر روی یک یادگار ذکر شده‌است.[۵۸][۵۹] سکه‌های او نیز در جعبه بیماران، یک یادگار طلایی با تصویری اولیه از بودا که اکنون در موزه بریتانیا قرار دارد، یافت شده‌است. برخی از سکه‌های او دارای نماد بودایی تریراتنا هستند.
- ویجایامیترا (حکومت ۱۲ پیش از میلاد - ۱۵ پس از میلاد) یک یادگار بودایی را وقف کرد.[۶۰][۶۱] برخی از سکه‌های او دارای نماد بودایی تریراتنا هستند.
- ایندراوارمان، در حالی که شاهزاده بود (۵–۶ پس از میلاد)، جعبه باجور را که اکنون در موزه متروپولیتن هنر قرار دارد، وقف کرد.
- زیونیسس و آسپاوارما از تریراتنا بر روی سکه‌های خود استفاده کردند.
- راجوولا سرستون شیر بودایی ماتورا را بنا کرد که شامل نمادهای بودایی است و اهدای یادگاری از سوی همسرش به یک استوپا را شرح می‌دهد.

### استوپای بوتکارا

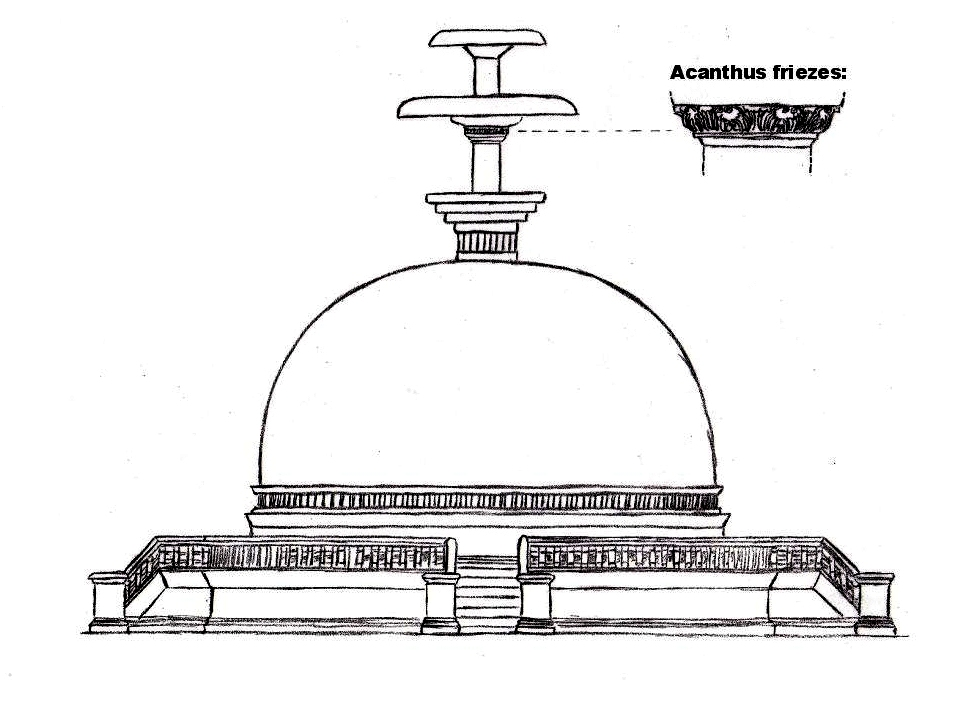
استوپاهای بودایی در اواخر دوره هندویونانی و هندوسکایی سازه‌های تزئین شده با ستون‌ها، پله‌ها و فریزهای تزئینی برگ کنگری بودند. استوپای بوتکارا، سوات، قرن اول پیش از میلاد.

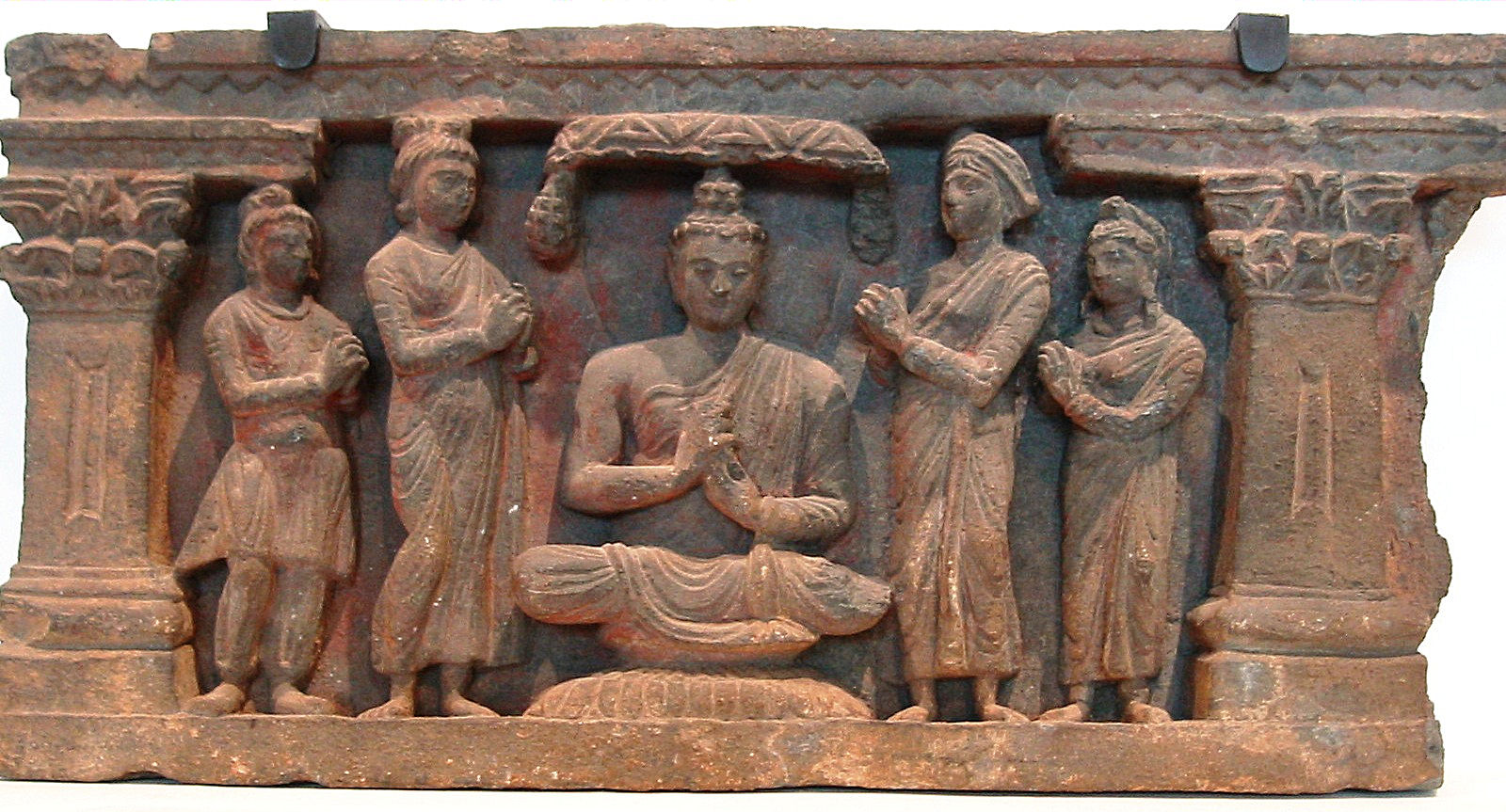
زوج احتمالی مرید سکایی در اطراف بودا، برهما و ایندرا

کاوش‌ها در استوپای بوتکارا در سوات توسط یک تیم باستان‌شناسی ایتالیایی، مجسمه‌های بودایی را به دست آورده‌است که تصور می‌شود متعلق به دوره هندوسکایی باشد. یک سرستون هندی-کورینتی از یک مرید بودایی در میان شاخ و برگ یافت شده که یک یادگار و سکه‌های آزس در پای آن دفن شده بود و قدمت این مجسمه را حدود ۲۰ پیش از میلاد نشان می‌دهد. یک نیم‌ستون معاصر از یک مرید بودایی با لباس یونانی نیز در همان مکان یافت شده که دوباره نشان دهنده اختلاط جمعیت‌ها است. نقوش برجسته در همان مکان هندوسکایی‌ها را با تونیک‌های مشخص و کلاه‌های نوک‌تیز، همراه با نقوش برجسته بوداهای ایستاده نشان می‌دهد.

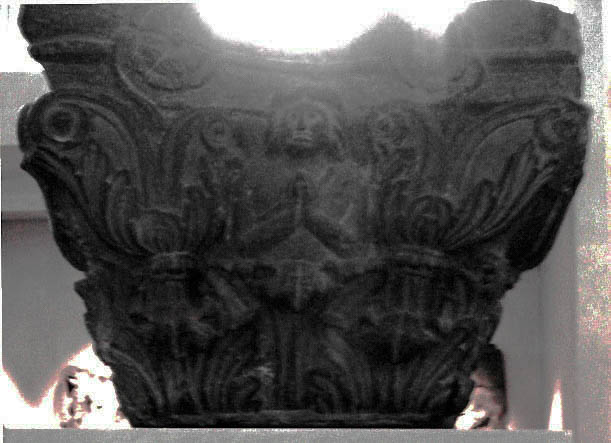
سرستون هندی-کورینتی از استوپای بوتکارا، مربوط به ۲۰ پیش از میلاد
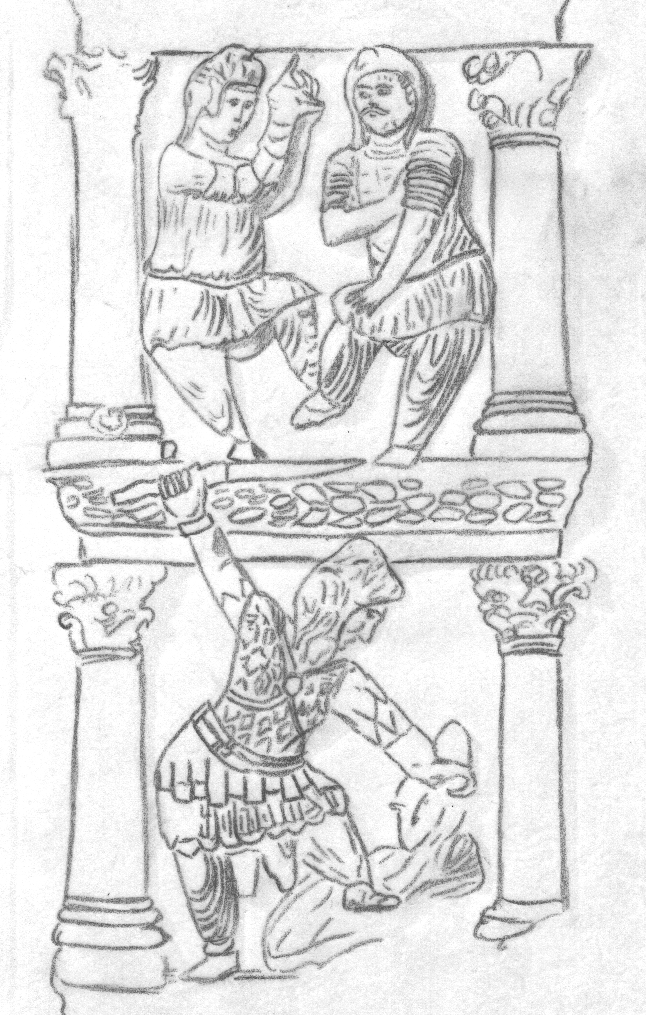
هندوسکایی‌های رقصنده (بالا) و صحنه شکار از سوات
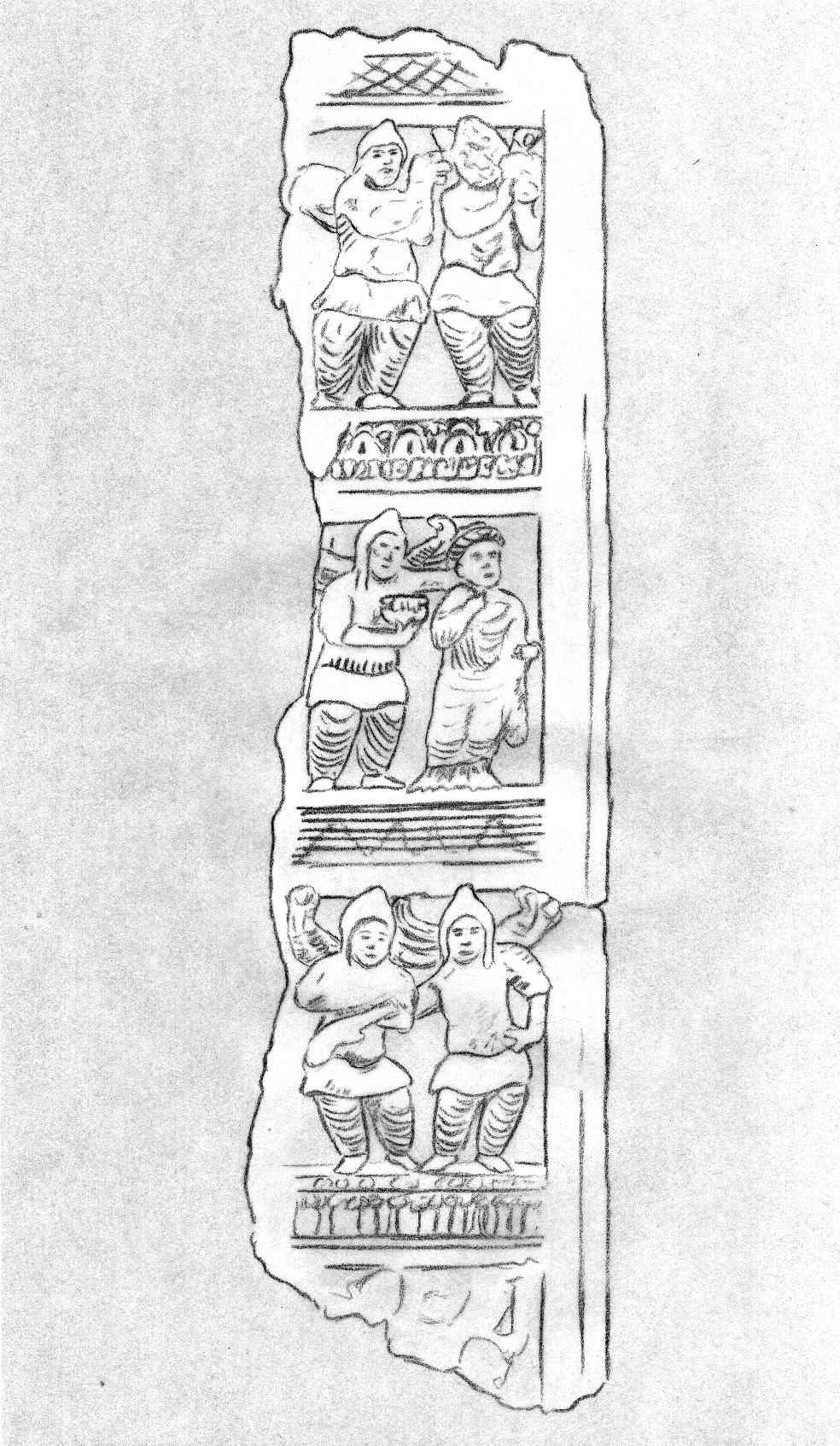
درگاه بوتکارا، با هندوسکایی‌های رقصنده
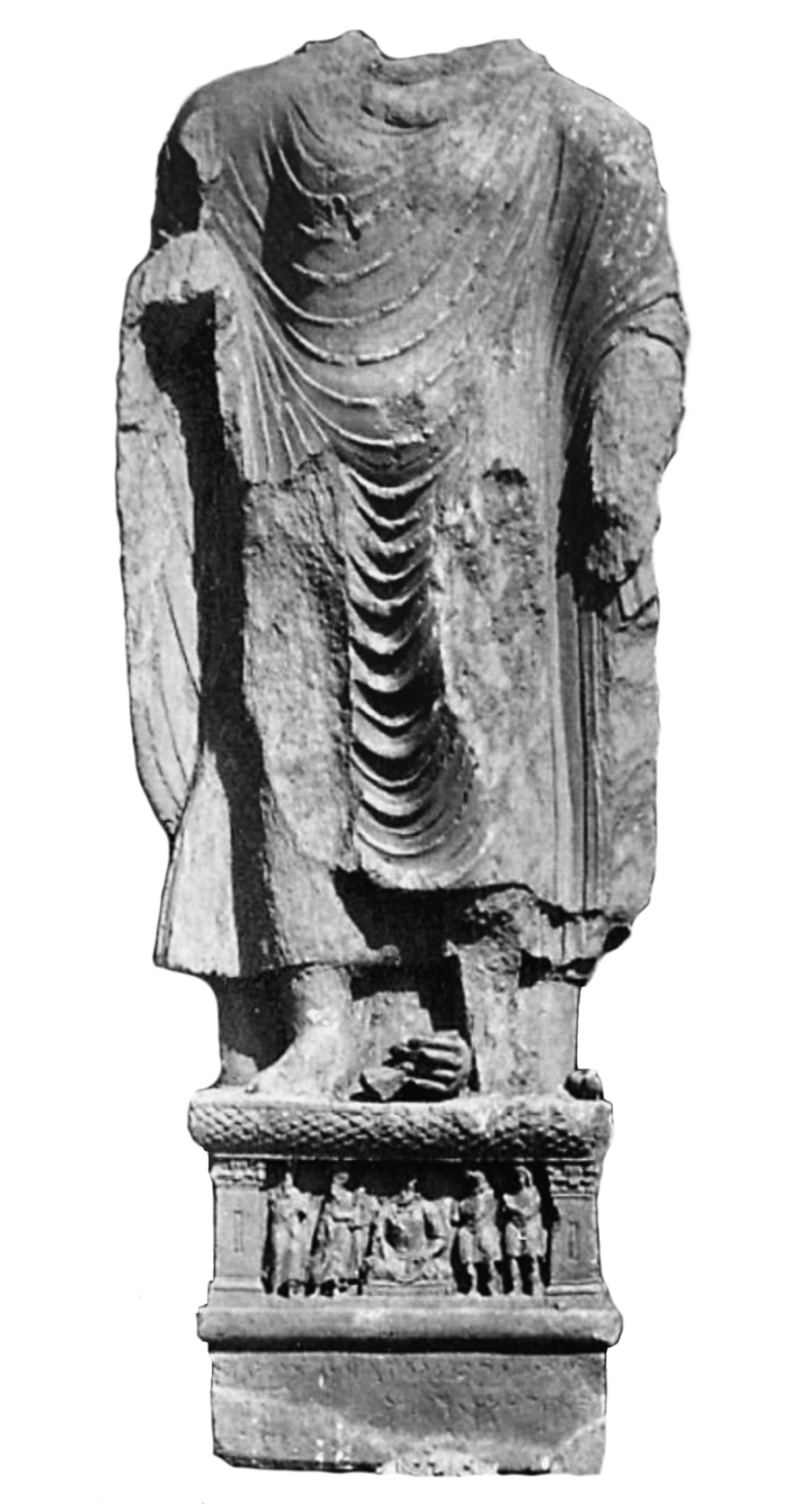
مجسمه با کتیبه "سال ۳۱۸"، احتمالاً ۱۴۳ پس از میلاد.

## هندوسکایی‌ها در ادبیات هند
هندوسکایی‌ها در هند «شاکا» نامیده می‌شدند، تغییری از نام «سکا» که توسط ایرانیان برای سکاها استفاده می‌شد. شاکاها در پوراناها، مانوسمریتی، رامایانا، مهابهاراتا، مهابهاشیا، بریهات سامهیتا اثر واراهامیهیرا، کاویامیمامسا، بریهاتکاتهامانجاری و کاتاساریتساگارا ذکر شده‌اند. آنها به عنوان بخشی از گروهی از دیگر قبایل جنگجو از شمال غرب توصیف شده‌اند.
در بالاکاندای رامایانا به دسته‌های جنگجوی ملچه سکاها، یاواناها، کامبوجاها و پهلوها اشاره شده‌است. هم چاندرا رایچودوری در این آیات مبارزات بین هندوها و دسته‌های مهاجم ملچه بربر از شمال غرب را که از قرن دوم پیش از میلاد آغاز شده بود، مشاهده کرد و تاریخ رامایانا را در حدود (یا بعد از) قرن دوم پس از میلاد تعیین کرد.
مهابهاراتا نیز به حمله دسته‌های مختلط از شمال غرب اشاره می‌کند، با آیات نبوی که "...پادشاهان ملچه (بربر) شاکاها، یاواناها، کامبوجاها، باهلیکاها... به ناحق بر زمین در کالی یوگا حکومت خواهند کرد..."

## دسته‌های سای-وانگ

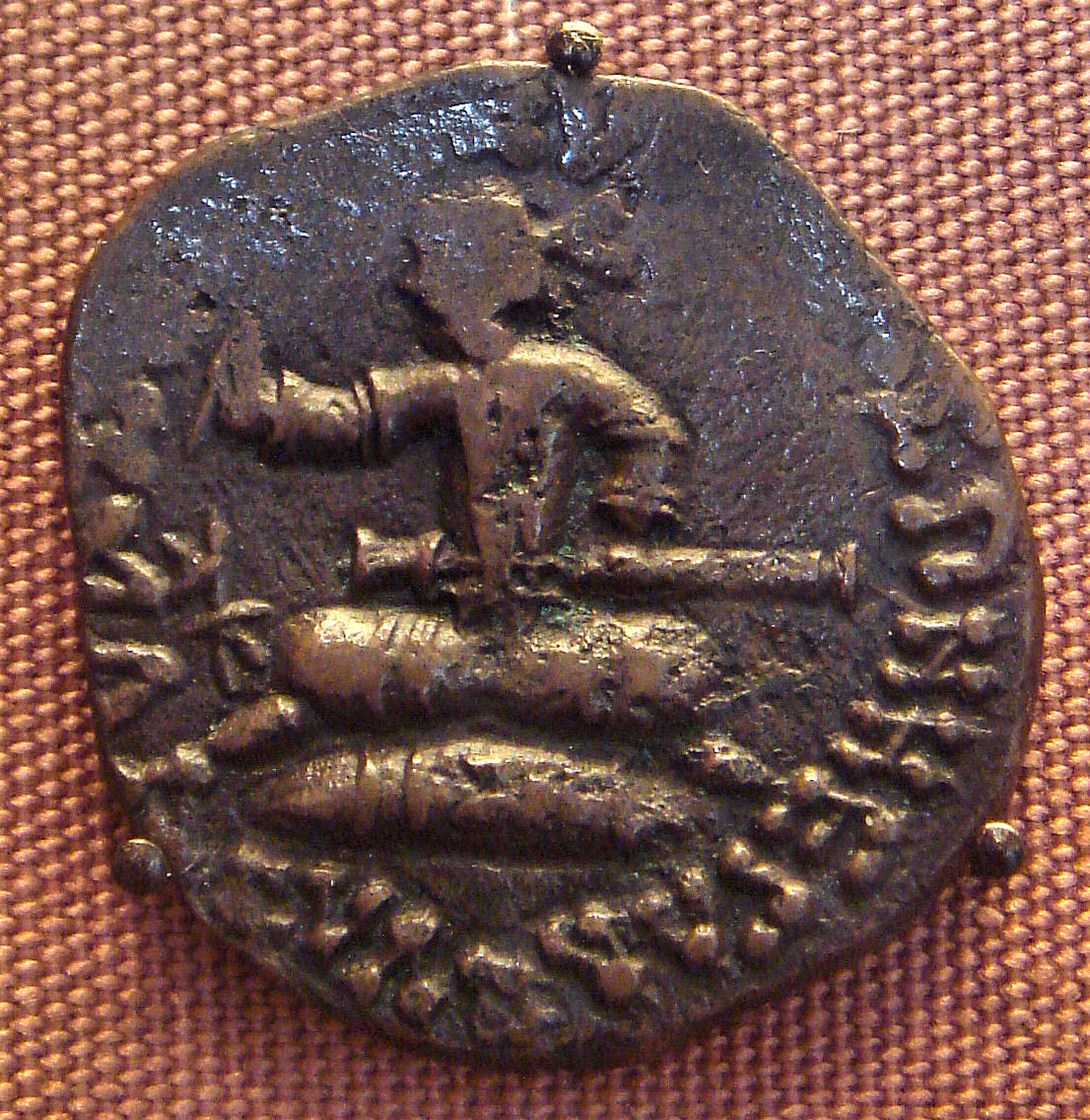
سکه آزس نشسته، با شمشیری کشیده و یک تازیانه در دست

گزارش شده‌است که بخشی از سکاهای آسیای میانه تحت رهبری سای-وانگ به سمت جنوب حرکت کرده، از کوه‌های پامیر عبور کرده و پس از عبور از شواندو (懸度، گذرگاه معلق) در بالای دره کاندا در سوات وارد چیپین (یا کیپین) شدند. پلیوت، باگچی، رایچودوری و دیگران چیپین را کشمیر شناسایی کرده‌اند، اما دیگر محققان آن را کافرستان می‌دانند. سای-وانگ پادشاهی خود را در کیپین تأسیس کرد. کونو سای-وانگ را همان شاکا موروندای ادبیات هند تفسیر می‌کند؛ موروندا مترادف وانگ (شاه، ارباب یا سرور) است. باگچی وانگ را پادشاه سکاها تفسیر می‌کند، اما سکاهای سای را از سکاهای موروندا متمایز می‌کند. سکاهای سای ممکن است سکاهای کامبوجا بوده باشند؛ سای-وانگ بخشی از پادشاهی پاراما کامبوجا در فرارود بودند و پس از بیرون رانده شدن از سرزمین اجدادی خود بازگشتند. مائوئس ممکن است متعلق به این گروه از سکاها بوده باشد که از سرزمین سای (آسیای میانه) به چیپین مهاجرت کردند.

## شواهد مربوط به تهاجمات مشترک

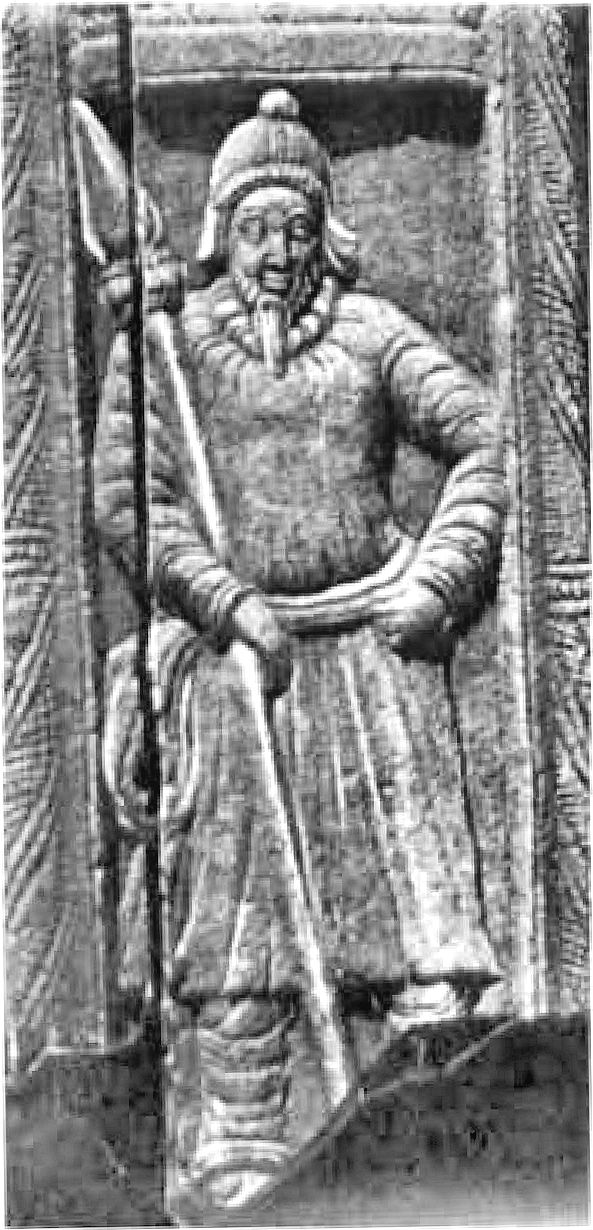
سرباز "سکایی"، ناگاراجوناکوندا.

گروه‌های سکایی که به هند حمله کردند و پادشاهی‌هایی را تأسیس کردند، علاوه بر سکاها، شامل قبایل متحدی مانند مدی، زانتی و ماسaget‌ها بودند. این اقوام در جامعه اصلی هند جذب شدند.
شاکاها از منطقه ماوراء هیمودوس—شاکادویپای پوراناها یا سکایای نوشته‌های کلاسیک—بودند. در آغاز قرن اول پس از میلاد، ایزیدور خاراکسی حضور آنها را در سیستان ذکر می‌کند. پریپلوس دریای اریتره (حدود ۷۰–۸۰ پس از میلاد) یک منطقه سکایی را در پایین دره سند با مین‌نگارا به عنوان پایتخت آن ثبت می‌کند. بطلمیوس (حدود ۱۴۰ پس از میلاد) همچنین یک هندوسکایا را در جنوب غربی هند ثبت می‌کند که شامل مناطق پاتالنه و سوراسترن (سوراشترا) بود. تهاجم سکایی به هند در قرن دوم پیش از میلاد احتمالاً به طور مشترک توسط سکاها، پهلوها، کامبوجاها، پاراداها، ریشیکاها و دیگر قبایل متحد از شمال غرب انجام شد.

## یادداشت
1. ↑  خاراپالانا و واناسپارا از کتیبه‌ای که در سارناث کشف شده و مربوط به سال سوم کانیشکا است، شناخته شده‌اند که در آن به کوشان‌ها اعلام وفاداری کردند.[۷]
2. ↑  "عناوین "خشترپ" و "مهاخشترپ" قطعاً نشان می‌دهند که خشترپ‌های غربی در اصل خراجگزار بودند"[۸]